# ヨーゼフ・ゲッベルス
パウル・ヨーゼフ・ゲッベルス（ドイツ語: Paul Joseph Goebbels  発音、1897年10月29日 - 1945年5月1日）は、ドイツの政治家。
ナチ党政権下では国民啓蒙・宣伝大臣を務め、ナチズムの喧伝と強制的同一化を推進した。
第一次世界大戦後に政治活動を開始し、国民社会主義ドイツ労働者党（ナチ党）における左派の中心人物の一人となったが、その後はアドルフ・ヒトラーに接近し、第3代宣伝全国指導者を勤めてナチスのプロパガンダを積極的に広め、ナチ党の勢力拡大に貢献した。第二次世界大戦の敗戦の直前、ヒトラーの遺書によってドイツ国首相に任命されるが、ヒトラーの後を追い、家族を殺害後に自殺した。

## 生涯

### 前半生

#### 生い立ち

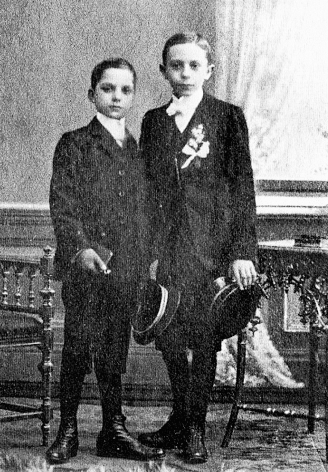
最初の聖体拝領の際のゲッベルス（右）（1910年）

1897年10月29日、ドイツ帝国プロイセン王国ライン州に属する人口3万人の小都市ライトのオーデンキルヒェナー通り（Odenkirchener Straße）186番地で生まれた。ライトはミュンヘン＝グラートバッハ（現在のメンヒェングラートバッハ）と川を挟んで隣り合う双子都市で、主要産業はミュンヘングラートバッハと同じく織物だった。宗教はローマ・カトリックが支配的であり、ゲッベルスの両親も敬虔なカトリックであった。

父のフリードリヒ・ゲッベルス (Friedrich Goebbels) は、貧しい職工の家に生まれ、工場の事務職を経て業務支配人まで出世した人物であった。ゲッベルス家は2階建ての持ち家を有していたが、父の給料は一般の職工とそれほど変わりがなく、家計はどちらかといえば貧しかった。
母のマリア・カタリナ（Maria Katharina, 旧姓オーデンハウゼン (Odenhausen)）はオランダ人鍛冶屋の娘でフリードリヒとの結婚前にドイツ国籍を取得した女性であった。ゲッベルスは常に母カタリナを尊敬していたが、彼女が元オランダ人である事実はひた隠しにしていた。
ゲッベルスは夫妻の三男であり、兄にコンラート とハンス、姉にエリーザベト (Elisabeth)、妹にマリア (Maria) がいる。両親は貧しいが敬虔なカトリック教徒であり、ゲッベルスは司祭になるよう望まれていた。
ゲッベルスは、4歳の時に右下腿部に小児麻痺を患い、手術することとなった。そのためゲッベルスの発育は著しく遅れ、左右で足の長さが異なり、歩行がやや不自由な身体障害者となった。ゲッベルスは生涯にわたって整形医療具に萎えた足を包み、それを後ろに引きずるように歩くことを余儀なくされた。他の子供らが興じていたダンス・スポーツ・遊びにも少年ゲッベルスは一切参加できなかった。このことは、ゲッベルスの決定的なコンプレックスとなり、彼の人格形成に大きな影響を与えた。後にゲッベルスは自作の小説『ミヒャエル』の中で自らを投影した主人公ミヒャエル・フォーアマンを通じてこの時の心情をこう告白している。「他の少年たちが走ったり、はしゃいだり、飛び跳ねたりするのを見るたび、彼は自分にこんな仕打ちをした神を恨んだ。それから自分と同じではない他の子供たちを憎んだ。さらにこんな不具合者をなおも愛そうとする自分の母を嘲笑した」。

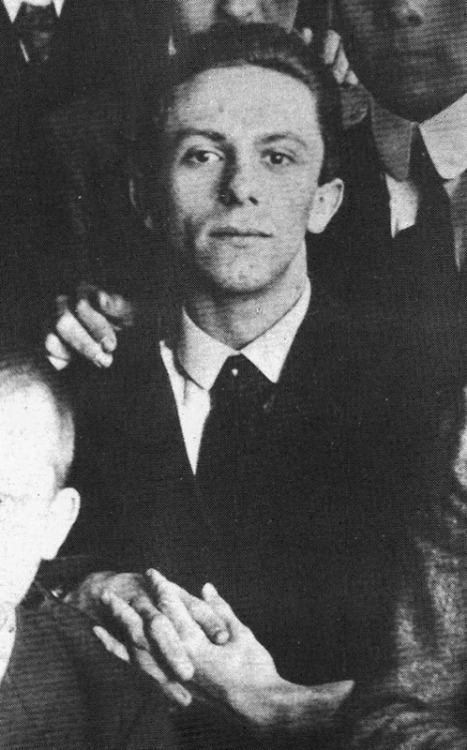
ギムナジウム在学中のゲッベルス（1916年）

友達と遊ぶことのできないゲッベルスは学校から帰ると屋根裏の自分の部屋に閉じこもって読書ばかりするようになった。特に縮刷廉価版のマイアー百科事典を愛読して、幅広い知識を身につけたという。ゲッベルスの学校の成績は常に優秀であった。父フリードリヒも息子ならば「ドクトル（博士号）」取得は不可能ではないとみて、貧しい家計をやりくりして彼を1908年からギムナジウムへ通わせることにした。肉体的劣等感をばねに、さらに勉学に励んだゲッベルスの成績はギムナジウムでも首位を占めることが多かった。しかし彼は人から好かれるタイプではなく、担任の教師からも嫌われていたので教師の歓心を得ようと同級生の告げ口をすることが多かったという。
1914年8月に第一次世界大戦が勃発すると学校は愛国心の熱狂に包まれ、多くの学生たちが出征を希望した。ゲッベルスも従軍を希望し、兵員募集に応じて兵役検査を受けたが、担当の軍医は障害者などまともに相手にせず、一瞥しただけで検査にかける事も無く兵役不適格者と認定した。その日ゲッベルスは部屋で夜通し泣きじゃくったという。多くの同級生が出征していくなか、ゲッベルスはギムナジウムに取り残されて勉学を続けることとなった。兄二人は出征し、西部戦線で戦った。兄ハンスは1916年にフランス軍の捕虜となっている。
1917年にギムナジウムを卒業し、大学進学資格を得た。卒業成績はラテン語、国語、宗教が「優」であった。ギリシア語、フランス語、歴史、地理、数学、物理もそれに次ぐ「良」であった。

#### 大学時代

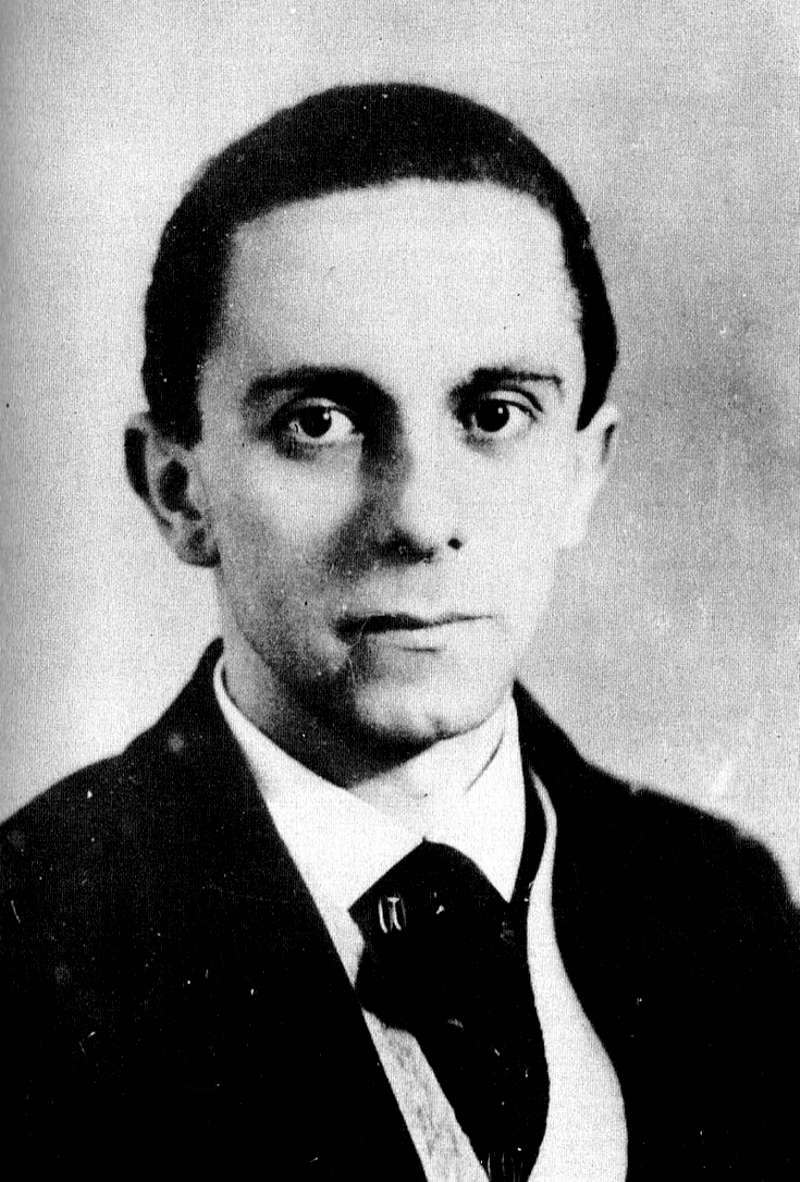
大学生時代のゲッベルス（1919年）

ギムナジウムを出た後、親の仕送りや家庭教師のアルバイトでやりくりして耐乏生活を送りながらボン大学に在学し、歴史と文学を専攻したが、まもなく生活困難になり、1917年9月にはカトリックの慈善団体アルベルトゥス・マグヌス協会に奨学金の貸与を申請し、許可されている。この際にゲッベルスは面接官の神父から「君は神を信じていないな」と言われたという逸話があるが、その逸話には根拠はないとされている。しかし後に反カトリックとなったゲッベルスはこの時の奨学金を長く返済しようとしなかった。1930年に協会は当時国会議員になっていた彼を相手取って訴訟を起こして取り戻している。
ボン大学では歴史と文学を中心に学び、特にゲーテの劇作を熱心に研究した。当時のドイツでは二つか三つの大学を転々として勉学するのが通例だったが、彼は他の学生より多めに大学を転々としている。1918年夏にはフライブルク大学へ移り、授業料を免除されて古代ギリシャやローマの影響を研究する考古学者・古典芸術研究家ヴィンケルマンの研究にあたった。さらに冬にはヴュルツブルク大学へ移って古代史と近代史を学んだ。
この時期に起きた第一次世界大戦の敗戦やドイツ革命による混乱については、1918年11月13日に友人フリッツ・プラング(Fritz Prang)に宛てた手紙で次のように書いた。「君もまた野蛮な大衆の声よりも知識人階級の指導が要望される時が再びやってくると思わないか。我々はそういう時が一刻も早く訪れることを待望しようじゃないか。そしてその日に備えて我々の知識を辛抱強く鍛えようではないか。現下のような祖国の暗黒時代に生きることは全く辛いことだ。しかしこの辛さに耐えて生き抜くことが後日、我々に大きな利益をもたらさないと誰が言えよう。なるほどドイツは戦争に負けた。だがしかし我らの愛する祖国が、いつの日か勝利者の地位にとって代わることがないと誰が言えよう」
1919年夏には再びフライブルク大学へ戻ったが、この頃からカトリックへの信仰心が薄れたとみられ、カトリック学生同盟から離れている。また1919年冬にはミュンヘン大学に移るが、ますますカトリック教会との関係を断ちたがるようになり、奨学金を受けた生徒の義務だった協会への勉学報告書の提出も怠るようになった。敬虔な父からも心配され、迷いを捨ててひたすら神へ祈りをささげるよう求める手紙を送られている。
1920年にハイデルベルク大学へ移り、歴史、言語学、美術、文学を学んだ。また1921年春から4か月かけて博士論文『劇作家としてのウィルヘルム・フォン・シュッツ。ロマン派戯曲史への寄与（Wilhelm von Schütz als Dramatiker. Ein Beitrag zur Geschichte des Dramas der Romantischen Schule）』を執筆し、これにより1922年4月21日にハイデルベルク大学より博士号（Dr. phil.）を授与された。この学位授与はゲッベルスの知識人としてのプライドを大いに満足させた。なおこの論文は美学的関心が主であり、政治的傾向はほとんど見受けられないが、ゲッベルスは宣伝大臣となった後、自分が学生時代から政治に関心を持っていたかのように糊塗するために論文のタイトルを『初期ロマンチシズムの精神的、政治的傾向』に改めさせている。

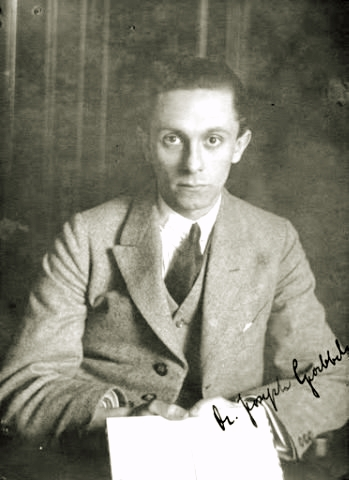
1921年のゲッベルス

大学時代には左翼的な思想を持っていたと見られる。フライブルク大学在学中にリヒャルト・フリスゲス(Richard Flisges)という共産主義者の復員兵と知り合った関係で彼からマルクスやエンゲルスの著作、ヴィルヘルム2世とドイツ軍国主義を批判するラーテナウの著作、ロシアびいきのフリスゲスが好きなドストエフスキーの著作などを借りて読むようになり、それらから思想的影響を受けた。反戦とワイマール憲法支持を唱えるリベラル紙『ベルリナー・ターゲブラット』の熱心な読者にもなり、同紙に50通も投稿を行っているが、投稿が紙面に採用してもらえたことはなかった。
また大学在学中のゲッベルスにはまだ反ユダヤ主義的傾向は少なく、ハイデルベルク大学で教えを受けたフリードリヒ・グンドルフ教授はユダヤ人であり、博士論文の執筆指導教員マックス・フォン・ヴァルトベルク男爵も片親がユダヤ人の半ユダヤ人だった。また、ナチ党で地位を得るまでは半ユダヤ人のエルゼ・ヤンケ (Else Janke) という女性と恋愛関係にあった。1919年に友人に宛てて送った手紙の中にも「きみも知っての通り、僕はこの行き過ぎた反ユダヤ主義者たちが嫌いではないかもしれない。確かにユダヤ人は、僕の特別な友人だとは言えないけれども、罵倒や非難、さらに迫害によってユダヤ人を始末してはいけないと思う。たとえそのやり方が許されるとしても、それは高潔ではないし、人間性に悖る」と書かれている。

#### 知識人のプライドと失業と反ユダヤ主義

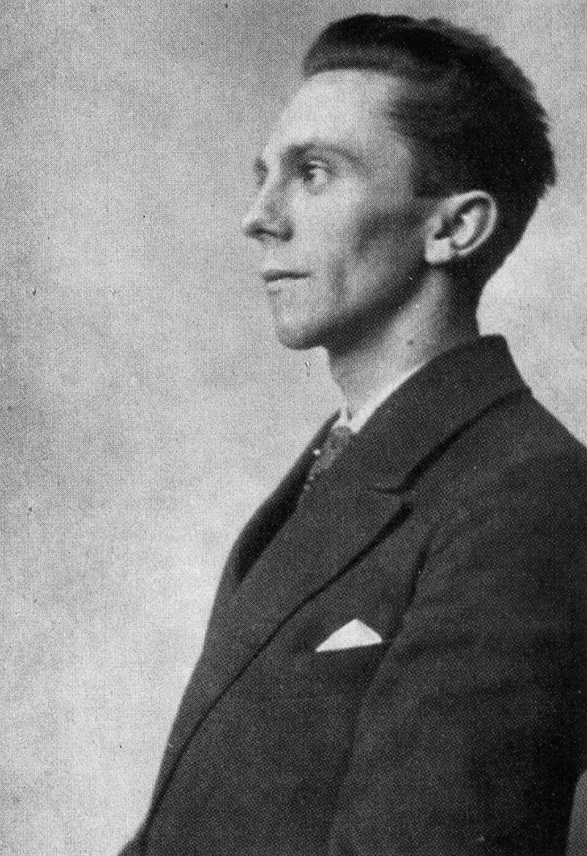
1922年のゲッベルス

1922年に博士号を取得し大学を離れたが、職が見つからず、一時ライトの両親の家に戻ることとなった。その後、ドレスナー銀行のケルン支店にようやく仕事を見つけたが、不況によりわずか9か月で解雇されている。この銀行に勤務していた頃に1923年の大インフレを経験しており、ドイツ経済の惨状を目の当たりにした。ゲッベルス自身もますます貧困に苦しむこととなった。彼は反資本主義の思想を持つようになり、これが高じて反ユダヤ主義の思想を徐々に芽生えさせた。資本主義経済を牛耳る「国際金融ユダヤ人」に対して「生存のための戦い」を挑む以外に「より良い世界」への道は開けないというユダヤ陰謀論を唱え始めるようになった。
家族への恥ずかしさのあまり、リストラ後もしばらくケルンへ通うふりをしている。しかしやがて路頭に迷って家族に失業を打ち明けるしかなくなった。失業中は少年時代の頃のように再び部屋にこもりがちになった。家族からは「貧しい家計をやりくりして勉強させてやったのに」と白眼視された。
彼は、新聞社のジャーナリストか放送局の文芸部員に再就職しようとしたが、いずれの会社からも採用を拒否された。この時、彼の採用を拒否した会社の中にはユダヤ系企業もあった。彼の目には知識人である自分に生活の糧を与えようとしないこの世界は「ユダヤ化されている」と映り、ユダヤ人への憎しみを強めることとなった。
恋人のエルゼもこの時期からゲッベルスの反ユダヤ主義の高まりを感じるようになった。ゲッベルスは彼女に「ユダヤ人がドイツの文学を支配しているので、せっかく骨を折って書き上げた傑作も突き返される」「ユダヤ人でなければ、文壇にも、劇壇にも、映画界にも、ジャーナリズムの世界にも入れないようになっている」といった愚痴をよく聞かせるようになったという。
ゲッベルスの日記には次のような焦燥が書かれている。「この居候生活の惨めなこと。僕にはふさわしくないこんな生活をどうしたら終わらせることができるのか。それを考えると頭が痛い。何一つ成功してくれない。いや成功することが許されないのだ。贔屓と経歴だけが物を言うこの世界で数のうちに入れてもらうためには、自分の意見とか、信念を主張する勇気とか、個性とか、性格と言われる物を真っ先に全部捨てなければならないのだから。僕はまだ何者でもない。大いなるゼロだ。」

#### 政治活動開始
ゲッベルスが政治家としての第一歩を踏み出したのは1924年のことであった。友人フリッツ・プラングに誘われて様々な社会主義者あるいは国家社会主義者の政治集会に参加し、演説などをするようになったのである。
こうした活動の中の1924年8月、小右翼政党ドイツ民族自由党所属のプロイセン州議会議員フリードリヒ・ヴィーガースハウスの知遇を得て、ヴィーガースハウスがエルバーフェルトで発行していた新聞『民族的自由 (Völkische Freiheit)』の編集員の地位を月収100マルクの給料で手に入れた。しばしばドイツ民族自由党のための演説にも駆り出された。さらに同年10月4日には同紙の編集長を任せられている。
しかしブルジョワ保守的なヴィーガースハウスやドイツ民族自由党と社会主義的な思想を持つゲッベルスとでは反りが合わなかった。また『民族的自由』紙は小規模すぎて、社会への影響力が皆無であったし、ゲッベルスの見るところでは支持者も頭が鈍いのが多いので、彼らに向けて演説したり、物を書いたりするのが億劫になっていった。家族への手紙の中でゲッベルスは「どさ回りの一座にいる名優のような気分だ」という愚痴をこぼしている。
ゲッベルスは1924年末頃から国家社会主義ドイツ労働者党（ナチ党）のカール・カウフマンと親密になり、ナチ党で働かせてもらえないか頼み込むようになった。逆にヴィーガースハウスとは疎遠になり、1925年1月に『民族的自由』編集長職から解雇された。ゲッベルスは1925年1月17日号をもって『民族的自由』紙を廃刊した。

### 国家社会主義ドイツ労働者党闘争時代

#### ナチス左派

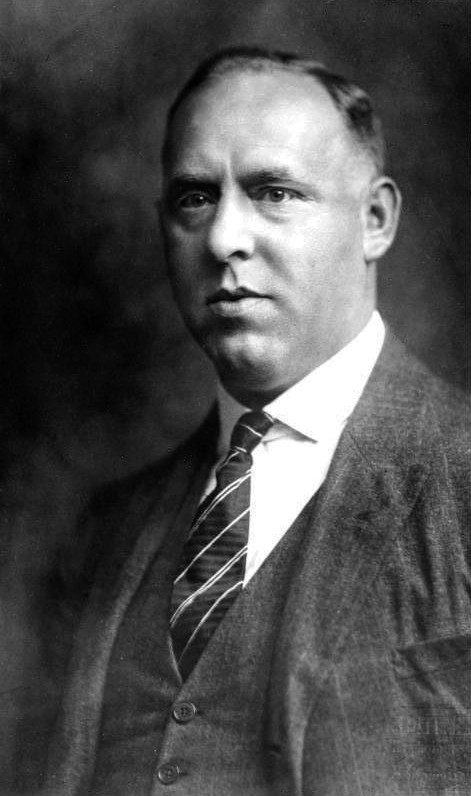
この時期のゲッベルスの上司グレゴール・シュトラッサー

その後カウフマンの口利きでナチ党幹部オットー・シュトラッサーの面接を受ける機会を得た。面接で「なぜ我が党に移りたいのか」と問うたオットーに対して、ゲッベルスは「ドイツ民族自由党は未来がないと思います。なぜなら党指導部が民衆について全くの無知だからです。党指導部は社会主義を恐れています。しかし私の信ずるところでは一種の社会主義と国家主義を統合した思想こそがドイツを救うのです。貴方のお兄さんグレゴールさんは社会主義の理念と国家主義の情熱を統合していらっしゃる。われら国家社会主義者が奉じねばならぬのはまさにグレゴールさんの思想です。」と述べた。オットーはゲッベルスの演説力に感心し（特にゲッベルスの美しい声に惹かれたという）、党の大きな力になると考え、彼の採用を決定した。
1925年2月22日に非公式ながら入党した（正式な入党は1926年3月22日で党員番号は8762。後に特別な党員番号22が与えられた）。
1925年3月にエルバーフェルトにナチ党の「ラインラント北部大管区」を設立させることに携わったゲッベルスは、カウフマンやエーリヒ・コッホ、ヴィクトール・ルッツェなどとともに同大管区の役員に選ばれた。大管区指導者はカウフマンであり、ゲッベルスは書記局長だった。またこのポストは北部および西部のナチ党指導者グレゴール・シュトラッサーの秘書を兼務するものであった。給料は200マルクでヴィーガースハウスの下にいた頃の2倍になった。
ゲッベルスは、数々の演説をこなして急速に頭角を現し、シュトラッサー兄弟に次ぐ北西ナチ党のリーダーの座を確立していった。シュトラッサー兄弟とともに南部ミュンヘンの党本部への敵対行動を強めた。党首アドルフ・ヒトラーの指導体制は一応認めつつもユリウス・シュトライヒャーやヘルマン・エッサーら「ミュンヘンのごろつき」をヒトラーの側近から排除することを主張し、西部や北部の社会主義的・左派的な方針でもってナチ党全体を運営させようと画策した。ゲッベルスはミュンヘンの党本部からシュトラッサー兄弟に次ぐ「党内左翼偏向勢力」（ナチス左派）の領袖と見なされていくこととなった。1925年8月21日付けのゲッベルスの日記には「ヒトラーを倒してグレゴールに党の主導権を握らせるべきだ」とまで書かれている。
1925年9月10日には北西ドイツの大管区指導者たちを集めて「北西ドイツ大管区活動協同体(Arbeitsgemeinschaft der nord- und nordwestdeutschen Gaue der NSDAP)」(略称NSAG)の創設に携わった。グレゴールが指導者、ゲッベルスが事務局長(geschäftsführer)に就任した。これはヒトラーのミュンヘン党本部（特に党宣伝部長のエッサー）へ対抗するものであった。しかしこれは北西ドイツ大管区の緩やかな統合組織でしかなく、当初より不統一と内部対立が露呈した。その内部対立の中でもゲッベルスはオットーとともに極端な社会主義的路線をとり、「まず社会主義的救済。それから嵐のような国民の解放がやってくる」と主張した。対する南部ドイツの大管区はミュンヘン党中央のヒトラーの下に中央集権で強固に固まっていた。北西ナチスが南部ナチスの権力に常に及ばなかったのはこうした状況のためだった。
1925年10月にグレゴールが発行していた機関紙『国家社会主義通信（Nationalsozialistische Briefe）』の編集を任せられている。同紙でのゲッベルスの言論は国家主義よりも社会主義にアクセントを置く物が多かった。例えばソビエト連邦との同盟を盛んに唱えたり、インドや中国を「反抗的な持たざる国」と定義してこれらの国とのイデオロギー的連帯を訴えた。
この頃のゲッベルスはソ連について次のような好意的評価をしていた。「ソヴィエト体制はボルシェヴィストだとか、マルキストだとか、インターナショナルだとかでは長続きしない。それはナショナルだから、ロシア的だから存続しているのだ。ロシア皇帝はかつてロシア人民の情熱と本能をその深みで捕らえたことはなかった。レーニン、彼はそれを成し遂げた」「ロシアが目覚めたなら全世界は一国家が引き起こす奇跡を目のあたりに見ることになるだろう」。ただしその一方で「共産主義は真の社会主義のグロテスクな歪曲にすぎない。我々が、我々だけがドイツにおける真正の、いやヨーロッパで唯一の社会主義者になりうるのだ」とも論じている。

#### ヒトラーとの出会い

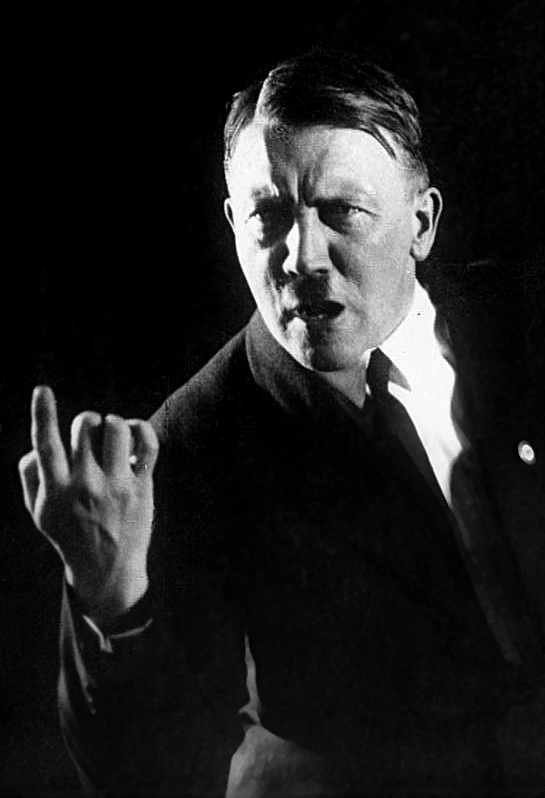
1927年のヒトラー

ミュンヘン党本部と対立を深めながらもゲッベルスはヒトラーとの面会・和解も願っており、1925年10月12日付けの日記には「僕は一度ミュンヘンへ行かねばならない。一度二時間だけでもヒトラーと二人きりで話せれば、すべて氷解するはずだろうに。」と書いている。そして実際に1925年11月4日にミュンヘンを訪れ、ヒトラーと初めての会見を行った。ゲッベルスは初対面でヒトラーに魅了され、11月6日の日記にはこう書いている。
ヒトラーもシュトラッサー兄弟を味方にできる見込みがない以上、北部や西部のナチ党を掌握するためにはゲッベルスを味方につけることが重要と認識していた。そのためヒトラーは彼に大変気をかけていた。1925年のクリスマスにヒトラーは「模範的な貴方の闘いに」という賛辞とともに『我が闘争』をゲッベルスに贈っているほどである。
しかしヒトラーとの出会いによってゲッベルスのナチス左派的傾向がただちに減少したわけではなく、彼はこの後も引き続きシュトラッサー兄弟と親密な関係を保ち、またその思想は相変わらず社会主義的な色彩を強く見せる国家主義だった。この時期にゲッベルスによって書かれた『国家社会主義者入門』にはこのような問答が載っている。
<問>国家的という概念と社会主義的という概念は矛盾し合わないか？
<答>否、逆だ！本当に国家主義的な人間は社会主義的に考える。そして本当の社会主義者は国家主義者だ！
<問>何故労働者党か？
<答>実直に仕事をするドイツ人はいずれも、ドイツの労働者だからだ！

#### 反ヒトラー派に
シュトラッサー兄弟は国家社会主義理論の強化を目指しており、党綱領を改正して詳述化することを考えていた。その新綱領案はシュトラッサー兄弟やゲッベルス、カウフマンらによって練られ、1925年12月末に完成された。これはあくまで現行党綱領を詳述化した物であって綱領の根本原理を修正した物ではなかったが、ヒトラーは党首である自分に相談もなく北西ナチスが勝手に新綱領案を作ったことに激怒した。またヒトラーが考えるところでは党綱領は融通自在に解釈できるよう簡潔・抽象的でなければならず、綱領の詳述化は運動の戦術の自由を縛ってしまうものに他ならなかった。
グレゴールは、この新綱領案への承認を求めるために翌1926年1月25日にハノーファーにおいて北西ナチスの大管区指導者たちを招集した（ハノーファー会議）。この会議にヒトラーは出席せず、ゴットフリート・フェーダーを代理で送っている。ヒトラー本人が出席しなかったこともあって、会議は終始グレゴール優位に進んだ。フェーダーは「ヒトラーも私もこの綱領案を認めるつもりはない」と主張したものの彼とロベルト・ライを除く全員が綱領案に賛成した。
また会議では共産党が提案していた皇室財産没収法案に賛成すべきか否かも議題となった。この件をめぐってはヒトラーが反対したが、ナチス左派を代表するグレゴールは没収に賛成した。ゲッベルスも没収賛成の立場から演説した。フェーダーは「この法案はユダヤ人のペテンであるとヒトラーは主張している」と訴えたものの、野次り倒された。そこへゲッベルスが立ち上がってミュンヘン党指導部を批判するとともに「プチブル主義者アドルフ・ヒトラーは党から追放すべきである」と提案したと伝わる。一方ヒトラー追放動議を出したのはゲッベルスではなくベルンハルト・ルストとする説もある。いずれにしてもヒトラー追放動議はグレゴールが「党内秩序を乱すもの」「行き過ぎた意見」として却下している。
続く2月14日に今度はヒトラーが自分の影響力が強いバンベルクで反撃の会議を招集した（バンベルク会議）。グレゴールとゲッベルスも出席を命じられた。ここでヒトラーは「皇室財産没収を主張する者は銀行や取引所に巣くっているユダヤ人の財産は没収しようとしない嘘吐きである」と断じたうえで「旧諸侯には彼らの権利に属さない物は何一つ渡してはならない。だが、旧諸侯に属する物を不当に奪うこともまた許されない。党は私有財産制と正義を擁護するからだ」と論じた。さらに新綱領案についても一条ずつ批判を加えていき、最後には「（現行党綱領は）我々の信仰、我々の世界観の創立証書である。これに揺さぶりをかけることは、我々の理念を信じて死んでいった人々に対する裏切りを意味する」と結んだ。
ヒトラーがブルジョワとの融和を重視し、国家社会主義から保守主義に転じたと感じたゲッベルスは、すっかりヒトラーに幻滅して、2月15日の日記でヒトラーを罵っている。「ヒトラーの演説は二時間。僕はへとへとになった。何というやつだ。反動なのか？全く始末に負えないぐらぐらした奴だ。ロシア問題は全くの的外れ。イタリアとイギリスは我々の宿命的な盟邦であるだって？ひどい。我々の課題はボルシェヴィズムの粉砕であるだって？ボルシェヴィズムはユダヤ人のこしらえ物であるだって？皇族への補償。法は法である。私有財産制の問題には触れない。ひどい！綱領はこれで結構だ！フェーダーがうなずく。ライがうなずく。シュトライヒャーがうなずく。『こんな連中の中に自分がいるのは心が痛む。』（ゲーテの"ファウスト"からの言葉）短い討論。シュトラッサーが発言する。途切れがちに震えながら不手際に。善良で正直なシュトラッサー…。ああ、我々は向こう側のあの豚どもになんと力及ばざることか。僕には一言も発しえなかった。まるで頭を打ちのめされたようだ」、「僕の人生で最大の失望のひとつだ。僕はもうヒトラーの全幅の期待は持てない。恐ろしいことだ。頼るものがなくなるということは。疲れ果てた。」。

#### ヒトラーの懐柔
しかしゲッベルスの才能を買っていたヒトラーは、この会議後、ゲッベルスが自分から離れぬよう気をかけた。1926年3月終わりにはヒトラーから電信を受けて4月8日にミュンヘンのビュルガーブロイケラーの集会で演説することになった。ゲッベルスはこの時のミュンヘン訪問について日記にこう書いている。「ヒトラーから電話があった。挨拶したいということだった。カフェから電話する。15分で彼はここに着く。背が高くて健康的で、闘志満々のヒトラー。僕は彼が好きだ。バンベルクのことがあったので、彼の親切はどうも面映い。彼は午後のため自分の車を回してくれる。」「車でビュルガーブロイへ。ヒトラーはすでに来ている。心臓が破れんばかりに高鳴る。ホールに入る。歓声で迎えられる。超満員。シュトライヒャーが口火を切る。それから僕は二時間半しゃべりにしゃべった。聴衆、狂乱、絶叫。終わるとヒトラーが僕を抱きしめてきた。彼の眼には涙が光っていた。とても熱いものが込み上げてきた。」（1926年4月13日付け）。「昨日ヒトラーと会う。すぐ食事に誘われた。彼は若い魅力的な女性を連れていた。楽しい夜。僕は車で一人で帰らねばならなかった。今朝10時、ヒトラーに誘われる。僕は花を持っていった。とても喜んでくれる。それから二時間、東西の問題を討議する。彼の議論には感嘆せずにはいられないが、ヒトラーはロシア問題を十分に理解しているとは思えない。僕もいくつかの点を考え直さねばならない。」（1926年4月16日付け）。
ヒトラーは巧妙にゲッベルスの心を支配していった。ゲッベルスの中でヒトラーの存在が大きくなるにつれてゲッベルスは急進的な社会主義思想を修正するようになり、ヒトラーの保守主義に理解を示すようになった。またゲッベルスはミュンヘンでの歓待ぶりに比べてエルバーフェルトでは自分はまったく尊重されていないとも感じるようになっていた。ゲッベルスの日記にはこのように記述してある。「ここ（エルバーフェルト）では誰も僕を気にしない。まるで僕が何も仕事をしていないかのようだ。」「シュトラッサーの所へ行く。彼は僕がミュンヘンと妥協しかけているんじゃないかと疑っている。そんなばかばかしい考えは捨ててしまえと言っておいた。」（6月10日付）。「管区全体がカウフマンの怠慢のために腐りきっている。どうしてこのような暴徒の集団がドイツを解放できるのか。僕の唯一の望みはヒトラーが僕をこのヤクザ集団から救い出し、ミュンヘンへ連れて行ってくれることだ。」（6月12日付）

#### ベルリン大管区指導者

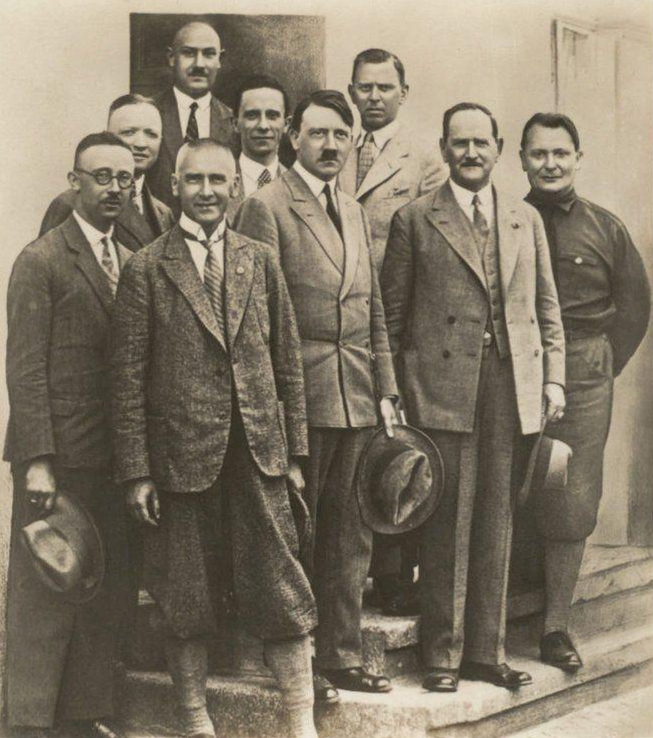
1920年代のナチ党幹部の集合写真。ヒトラーの左奥にいるのがゲッベルス。

その後、すっかりシュトラッサー兄弟やカウフマンと疎遠になったゲッベルスは、ヒトラーからミュンヘンへ招集される日を心待ちにしていた。しかし1926年10月末、ヒトラーがゲッベルスに下した辞令は「ベルリン＝ブランデンブルク大管区指導者」であった（なおグレゴールにはこの際に「宣伝全国指導者」の職が与えられた）。当時のベルリンは「赤いベルリン」と揶揄されるほど共産主義者や革命主義者が多かった。ベルリンのナチ党員はわずか1000人に過ぎず、しかも北部はシュトラッサー兄弟の本拠であったのでナチ党員にも革命主義者が多かった。でありながらシュトラッサー兄弟も大管区指導者エルンスト・シュランゲもベルリンのナチ党をまとめきれず、ベルリン突撃隊指導者クルト・ダリューゲや既に離党したはずのハインツ・ハウエンシュタインなどが独自に指揮権を行使しているような混沌とした状況だった。ヒトラーとしては社会主義的傾向の強いゲッベルスを置くことでベルリンの革命志向の党員たちを納得させ、一つにまとめさせることを期待したとみられる。ベルリン行きはナチ党内では貧乏くじと見られていたが、ゲッベルスは引き受けることにした。ベルリン着任後、ヒトラーの全権委任と自らの権力を盾に喧嘩ばかりしているベルリン・ナチ党員の間に割って入り、統率権を押し通した。
ゲッベルスは赴任当時のベルリンの党組織の惨状について後の著書『ベルリンの戦い』（1932年）の中でこう書いている。「当時ベルリンで党と称していた物は、全くそう呼ぶに値しなかった。それは何百人かの国家社会主義的な考え方をしている人間がただ入り乱れてとぐろを巻いている集まりで、その一人一人が国家社会主義について、自己流で私的な意見を持っていた。そしてその意見というのは、普通国家社会主義ということで理解されている物とはほとんど関わりがなかった。各グループでの殴り合いは日常茶飯事だった。ありがたいことに世間はそれに注意は払わなかった。運動自体が数から言って問題にもならなかったからである。こんな党に行動力はない。政治闘争への投入は不可能だった。統一的な形を与え、共同の意志を吹き込んで、新しい、熱い衝動を与えねばならなかった。」
ゲッベルスは不良党員の追放から開始し、ベルリンの1000人の党員のうち400人を追放した。ベルリン大管区の赤字財政を立て直すために残った党員たちに毎月3マルクの負担金を課した（失業中の者はその半額）。自らの演説会も有料にした。大管区指導者事務所もポツダム街の地下室からリュッツォー街のアパートの二階へ移し、政党の事務所らしく変えた。
ゲッベルスは党の宣伝ポスターのデザインに気を使った。当時は予算の問題から黒字ばかりの味気ないポスターが多かったが、ゲッベルスは借金をしてでも印刷屋に刺激的なポスターを作成させた。そのためナチ党ポスターはベルリンの人々の人目を引くようになった。またゲッベルスは政治ポスターに大きな赤い文字の見出しでぎょっとするような訳の分からぬ文句を書く手法を好んだ。
気になった通行人は次々と立ち止まって続きを読んだ。これの内容はドーズ案とヤング案をアメリカ資本主義の産物であると攻撃する物で、さらに何日のどこの集会でヨーゼフ・ゲッベルス博士が演説する旨の広告が付けられていた。また他人から浴びせられる罵倒さえもうまく利用した。ある新聞が「ナチは山賊」と批判してこの言葉が広まるとゲッベルスは自ら「山賊首領ヨーゼフ・ゲッベルス」などという刺激的な肩書をポスターに付けて人々の関心を集めた。
殴り合いはニュースになりやすいことから突撃隊とドイツ共産党の戦闘部隊赤色戦線戦士同盟の殴り合いも積極的に行わせ、負傷した突撃隊員を積極的に宣伝の材料にした。1927年2月には共産党が党大会の会場として使っていたファールス会場を借りてナチ党の党集会を行うという挑発行為を行い、これに激怒した共産党が赤色戦線戦士同盟に殴りこみを行わせたことで「ファールス会場の戦い」と呼ばれる大乱闘に発展している。一方で共産党もヴァイマル憲法による議会制民主主義体制を「ブルジョワ共和政」として敵視している党だったので、ヴァイマル共和国官憲に対する闘争ではしばしば共闘することがあった。そのためゲッベルスは、共産党に「血をわけた赤いごろつきども」という愛憎相半ばした感情を持っていた。

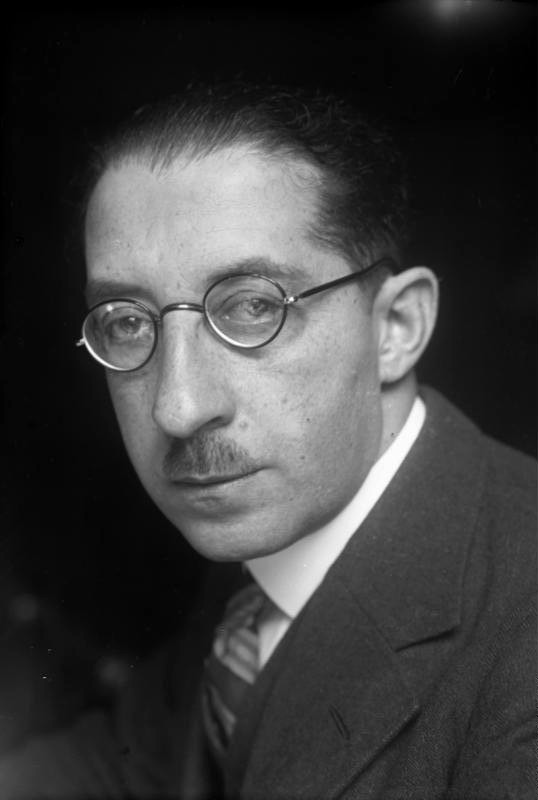
ゲッベルスに執拗に攻撃されたベルリン副警視総監ベルンハルト・ヴァイス

ナチ党を取り締まろうとする警察には強い批判を加え、特にユダヤ人のベルリン副警視総監ベルンハルト・ヴァイスを徹底的に攻撃した。彼をユダヤ人名である「イジドール」の名前で呼び、この名前がベルリン市民に広まってヴァイスは「イジドール・ヴァイス」と巷で呼ばれるようになり、ナチ党員以外の市民からも多くの場でからかいのネタにされた。
警察とナチ党の対立は深刻化し、1927年5月5日、警察から大ベルリン地区におけるナチ党の党活動が禁止された。以降ゲッベルスは党集会をピクニックやハイキングなどと偽装して開催することを余儀なくされた。次いで警察はゲッベルスはじめナチ党幹部（国会議員は除くとされた）個人の公の場での演説もプロイセン州全域において禁止した。この強烈な弾圧についてゲッベルスは著書『ベルリンの戦い』の中でこう書いている。「僕としては公開の場で演説を禁止されたことが一番こたえた。当時の僕は演説すること以外に党の同志との接触手段をもたなかったからだ。口で話す言葉は常に文字に印刷した言葉より重要である。特にその頃の我々の印刷設備はお粗末なもので、言論を十分に印刷して流すことはできなかった。」。ゲッベルスは国会議員のナチ党員が演説中に客席から立ちあがって発言を行うといった偽装で演説をしようとしたが、警察にばれて告発されて罰金を課されている。
1927年7月4日に『デア・アングリフ』紙を発刊して、紙面における言論活動に転じた。『フェルキッシャー・ベオバハター』紙はじめ他のナチ党新聞と同じく反ユダヤ主義と反共主義を基調としたが、他のナチ党新聞と比べると資本家攻撃が多いのが特徴的でゲッベルスのナチス左派の性向が見受けられる。1927年10月29日、ゲッベルスの誕生日にあわせて警察は事前許可を取るという条件付きで彼に演説することを許可した。

#### 国会議員に当選

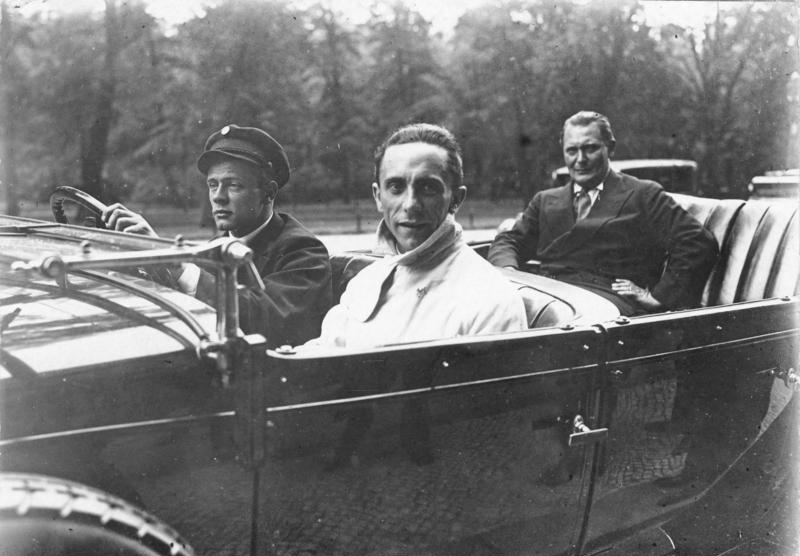
国会へ向かうナチ党国会議員ヨーゼフ・ゲッベルスとヘルマン・ゲーリング。1930年10月

ゲッベルスは1928年5月の国会選挙にナチ党の候補として出馬することになった。しかし依然として党の急進派には反議会主義の立場から国会選挙に参加することに反対する者が多かったので、ゲッベルスは選挙参加は日和見主義に走ったことを意味しない旨を訴えて党員の説得にあたった。それが4月30日付けの『デア・アングリフ』に掲載されたゲッベルスの抱負だった。「我々が国会に入るのは、民主主義の兵器庫の中で民主主義自身の武器を我らの物とするためである。我々が国会議員になるのは、ヴァイマル的な物の考え方を、その考え方そのものの助けで麻痺させるためである。（中略）我々は友人として乗り込むのでも中立者としてやって来るわけでもない。我々は敵として乗り込むのだ。羊の群れが狼に襲い掛かるように我々は乗り込むのだ。」。
ナチ党はこの選挙で70万票を得、12議席を獲得した。ゲッベルスは当選者の一人であった（他にナチ党からはヘルマン・ゲーリング、グレゴール・シュトラッサー、ヴィルヘルム・フリック、フランツ・フォン・エップ、ゴットフリート・フェーダー等が当選）。当選後の5月21日にゲッベルスは『デア・アングリフ』で次のように語った。「私は国会議員ではない。私はIDI（国会議員不可侵権）とIDF(無料乗車権)の所有者にすぎない。IDIの所有者とは、この民主的共和政府の下にあっても、時には真実を語ることを許されている人間のことである。彼は頭で考えたことをそのまま口に出して言うことを許されている点で他の人間と異なる。彼は糞の山は糞の山と正直に言い、それを遠回しに政府などとは呼ばない。」「たとえば『シュトレーゼマン氏（時の首相）がフリーメイソンであり、あるユダヤ人夫人と結婚しているというのは事実に合致しているでしょうか』という質問ができる」「これはほんの序の口にすぎない。これから我々がどんな面白いショーをお見せするか、大いにご期待を請う。ショーは始まったばかりだ」
しかしこの選挙は全体としては中道政党や保守・右翼政党が伸び悩んで左翼政党の大勝に終わった。オットー・シュトラッサーは「『国家社会主義の救済使命』が大衆的反響を見出さなかった。とりわけプロレタリア層への浸透が図られなかった」と嘆いた。一方ヒトラーは中道政党が軒並み没落し、社民党や共産党のような左翼政党が議席を伸ばしたことは労働者層が現体制に不満を持っている表れと見て前向きに評価した。
ゲッベルスも今回の選挙で左翼に投票した労働者層をナチ党に取り込むことができるか否かが今後の鍵であると心得、1928年夏中、労働者層向けの訴えかけを盛んに行った。「資本主義国の労働者はもはや生きた人間でも、独創者でも、創造者でもない。彼は機械に変えられてしまっている。一つの数字であり、良識も目的も持たない工場内のロボットである」「国家社会主義のみが彼に尊厳をもたらし、彼の生活を有意義なものにする」こうした左翼と見間違うような論文を次々と『デア・アングリフ』に掲載していった。

#### 党宣伝全国指導者

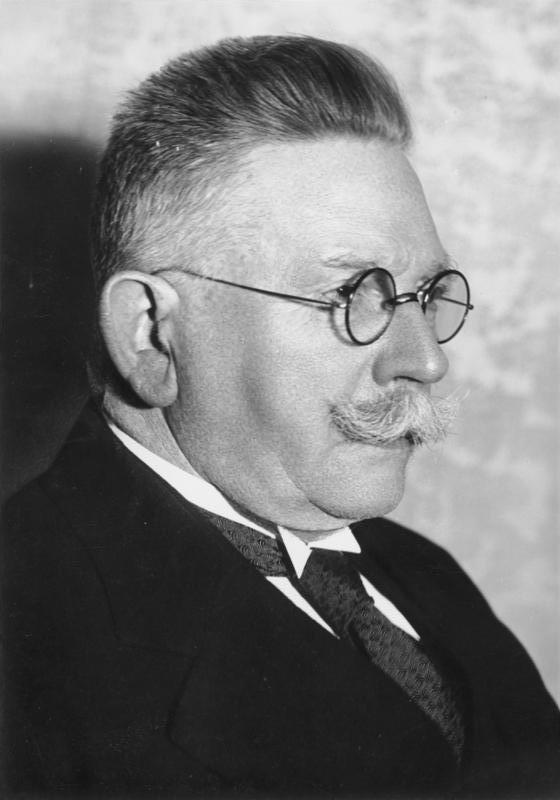
反ヤング案でヒトラーやゲッベルスと共闘した国家人民党党首アルフレート・フーゲンベルク

1929年1月9日には第3代宣伝全国指導者（ナチ党宣伝部長、初代はグレゴール・シュトラッサー、二代はヒトラーの兼務）となり、党の最高指導部に列した。
ゲッベルスは宣伝・運動の面においては左翼政党の方がはるかに優れているとの認識に立ち、彼らのやり方を手本とすることをためらわなかった。シュプレヒコール、楽隊行進、職場での宣伝活動、街頭細胞システム、大衆示威行為、戸別訪問などを左翼政党から引き出し、これらをヒトラーがミュンヘンで確立した運動スタイルと和合させた。敵から限りなく学んで吸収するスタイルはかつての保守派には見られない国家社会主義独自のスタイルといえた。
1929年6月にはドイツの新しい賠償支払い方式ヤング案が成立した。ゲッベルスはヤング案を激しく批判し、『デア・アングリフ』で次のように宣言した。「君ら（政府）が何に署名しようと、我々としてはそれに拘束されるつもりはない」「我々は厳かに手を挙げる。汚れなき手を、歴史の前に。そして誓う。この手が屈辱的条約を破る日まで、我々は決して気を緩めはしないと」。
ヤング案についてはナチ党の他にも保守政党ドイツ国家人民党や退役軍人組織鉄兜団などが強く反発していた。ヒトラーと国家人民党党首アルフレート・フーゲンベルクの会談が行われ、その結果、ナチ党・国家人民党・鉄兜団の三者は反ヤング案・反政府で共闘することとなった。ゲッベルスはそれまでフーゲンベルクのことを「反動の手合」と呼んで攻撃を繰り返してきたが、ヒトラーのこの決定に対して異議は唱えなかった。フーゲンベルクは無数のメディアを支配する大実業家であるため、ゲッベルスとしても一時的に相乗りするのは悪くないと考えていた。とはいえ保守政党と組むのはゲッベルスの性に合わないところでもあり、彼は『デア・アングリフ』で次のように念を押している。「我が党と同じ手段をとっている他の政党があるが、それらは世界観から見て我々とは深淵で隔てられているのであって、手段を同じくするからと言ってゴールまで同じではない」。
いずれにしてもこの連携のおかげでゲッベルスはフーゲンベルクから巨額の資金と彼の支配するメディア群の提供を受けることができた。ゲッベルスはそれを使って大々的なヤング案反対運動を行ってナチ党の存在を世に知らしめた。ヤング案をめぐる国民投票は1929年12月22日に行われたが、ヤング案反対票はわずかに580万票だった（可決には2000万票が必要）。だがゲッベルスにとってそれはどうでもよかった。これが負け戦なのは百も承知であり、大事なのはこれによって普通なら数百万マルクはかかるであろうナチ党の宣伝をただで行うことができたことだった。実際に国民投票の一月前の11月17日に行われたベルリン市議会選挙でナチ党は20%を上回る議席を手に入れている。
ゲッベルスは国会議員不可侵権を有していたが、1929年12月にナチ党議員団が一丸となって国会から出ていく事件があり、この際に一時的に不可侵権を失い、1928年10月に突撃隊員を使ってベルリンのユダヤ人商店街を襲撃させた件で起訴された。ゲッベルスは裁判で検事や判事を散々に罵倒したが、結局2000マルクの罰金刑に処された。この事件がきっかけとなり、リベラル派の間でナチ党に対する警戒感が徐々に高まりはじめた。

#### ホルスト・ヴェッセル殺害事件をめぐって

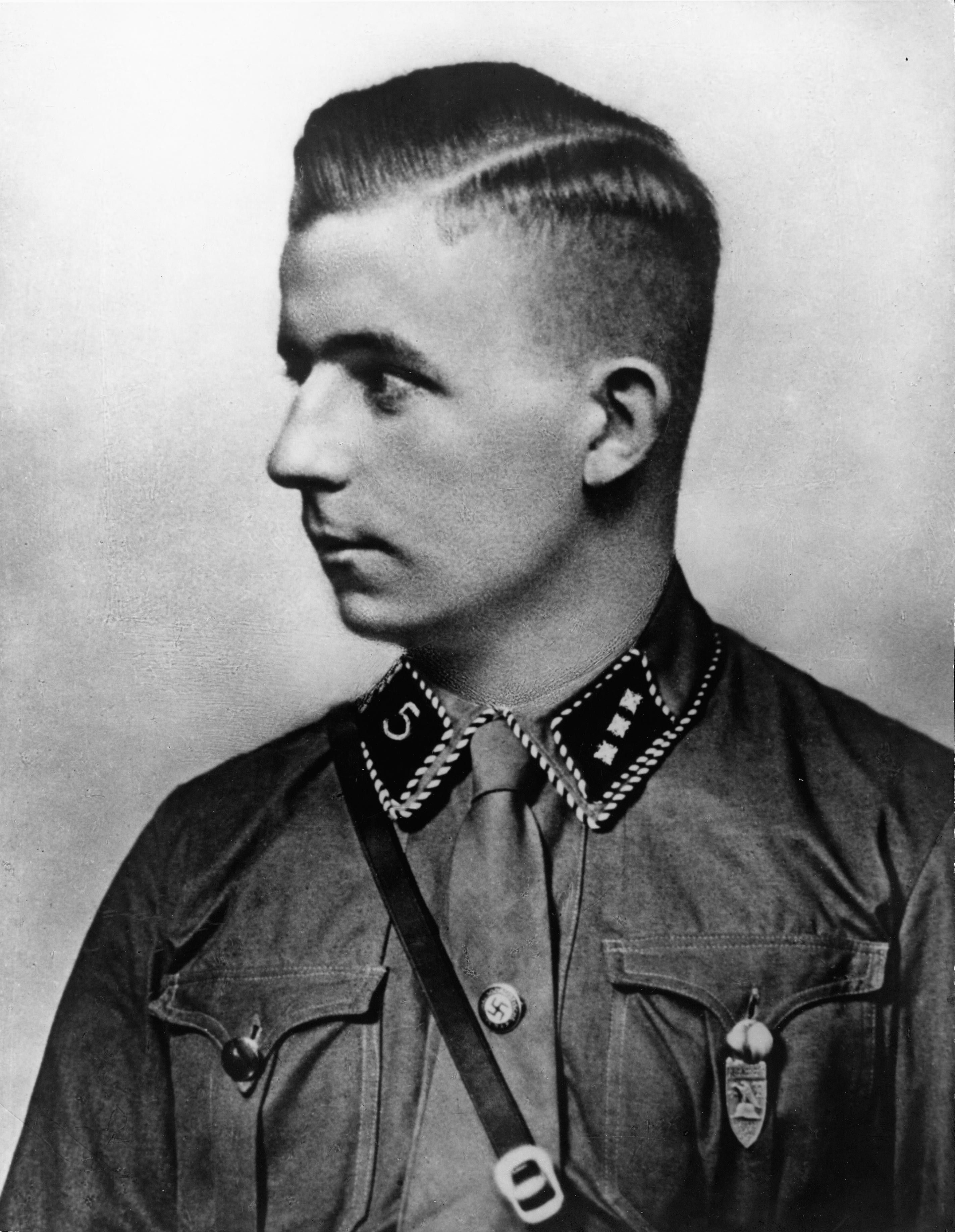
共産党員に殺害され、ゲッベルスにより英雄化されたホルスト・ヴェッセル

1930年1月14日に突撃隊員ホルスト・ヴェッセルが共産党の赤色戦線戦士同盟隊員アルベルト・ヘーラーに銃撃されるという事件が発生した。彼は2月23日に死亡した。ヴェッセルはかつて『デア・アングリフ』紙に政治詩を投稿していたため（『ホルスト・ヴェッセルの歌』）、事件はゲッベルスの関心を引いた。
ゲッベルスは事件を次のように総括した。「ヴェッセルは国家社会主義党員だった故に殺された。国家社会主義党員は全て迫害され、死の危険に晒されている。共和国政府は彼らを弾圧し、スパイ工作を行っている。国家社会主義党は敵に囲まれている。その中でも最大の敵はユダヤ国際資本である」。
ゲッベルスはヴェッセルを徹底的に英雄化するキャンペーンを行い、彼がいまだ生存している2月7日の段階で早くもスポーツ宮殿での党集会において『ホルスト・ヴェッセルの歌』を歌わせている。この『ホルスト・ヴェッセルの歌』のメロディーはどこか讃美歌に似た風であり、極めて効果的だった。ゲッベルスは直感的にこの歌がナチ党のあらゆる儀式を神聖化すると見抜いたという。後に『ホルスト・ヴェッセルの歌』はナチ党党歌となり、さらに第二国歌となる。
3月1日にはヴェッセルの葬儀を執り行ったが、「ヴェッセルはヒモ」と主張する共産党員が墓地の外から嫌がらせを行った。ゲッベルスはその時の情景をパセティックに次のように描いている。「彼の棺が冷たい土の中へ滑って行ったとき、外の門の前では下等人間が放埒な叫び声でがなり立てていた。我々とともにある死者はその弱弱しい手を挙げて暮れ行く彼方を示した。『墓を超えて進め。目指す先にドイツがある！』」。

#### 1930年夏の党内危機をめぐって
1930年夏にはナチ党内で大きな内紛が2つあった。一つはナチス左派の中でも特に急進的なオットー・シュトラッサーにまつわるものである。復古的・反動的保守勢力である国家人民党や鉄兜団との連携に不満を募らせていたオットーは、党首ヒトラーの「保守偏向」や「ブルジョワ的生活」を本格的に批判するようになり、オットーとヒトラーの関係はいよいよ抜き差しならぬものとなった。オットーの兄グレゴールは党首ヒトラーに表立って逆らう事はしなかったが、オットーは断固抵抗の構えを見せた。1930年5月21日にヒトラー自らベルリンを訪れてオットーと7時間に渡る討論を行い、懐柔しようとしたが、オットーは土地の国有化・共同農場・利潤の公平分配・ブルジョワ化反対といった社会主義政策を党の方針に掲げ、保守・右翼政党との連携は断ち切るべきことを要求した。
もはや如何ともしがたいと判断したヒトラーは、オットーの除名を決意し、6月20日にゲッベルスにオットー追放を指示した。かつては同じナチス左派としてオットーと親しい関係にあったゲッベルスだが、追放には何らのためらいも見せなかった。ゲッベルスは、6月30日にもベルリンのハーゼンハイデで大管区党員集会を招集し、「規律に服さない者は党から追放される」と宣言した。オットーとその支持者たちは会場に来場して反論しようとしたが、ベルリン親衛隊司令官クルト・ダリューゲらに阻まれて来場できなかった。ついで7月2日の党役員会議でゲッベルスはオットーの除名を決議した。7月4日にはオットー自らも新聞紙面で離党を宣言し、他の党内社会主義者にも離党を促したが、追従者は少なく24名だけだった。
ヒトラーと党内での待遇改善を求める突撃隊の関係も悪化していた。1930年7月18日に国会が解散された後の8月1日、突撃隊指導者を国会議員選挙名簿に加えるよう要求した突撃隊司令官フランツ・プフェファー・フォン・ザロモンの要求をヒトラーが拒否する事件があり、不服に思ったザロモンは8月12日に突撃隊司令官を辞職した。さらにベルリンの突撃隊員ヴァルター・シュテンネスSA大尉が突撃隊員の貧困に比して党幹部の裕福な暮らしに激怒した。ベルリン大管区指導者であったゲッベルスがシュテンネスの攻撃対象にされ、8月27日にはシュテンネスが部下たちを率いてゲッベルスの演説を妨害する事件が発生した。その翌日にはシュテンネス一派はミュンヘン党本部に対してゲッベルスのベルリン大管区指導者職解任を要求した。ヒトラーは却下した。不服としたシュテンネス一派は8月30日にヘーデマン街 (Hedemannstraße) の管区本部の襲撃を開始した。ゲッベルスはダリューゲ率いる親衛隊部隊を出動させて鎮圧しようとしたが、失敗し、これまで散々バカにしてきた警察に助けを求めざるを得なくなり、警察の介入でようやく鎮圧した。9月1日、ヒトラー自らがベルリンへ赴き、シュテンネスと会見して選挙前に騒動を起こすことはやめるよう説得してひとまず争いを収めた（シュテンネスの反乱）。

#### 1930年秋の総選挙で国会第二党に躍進

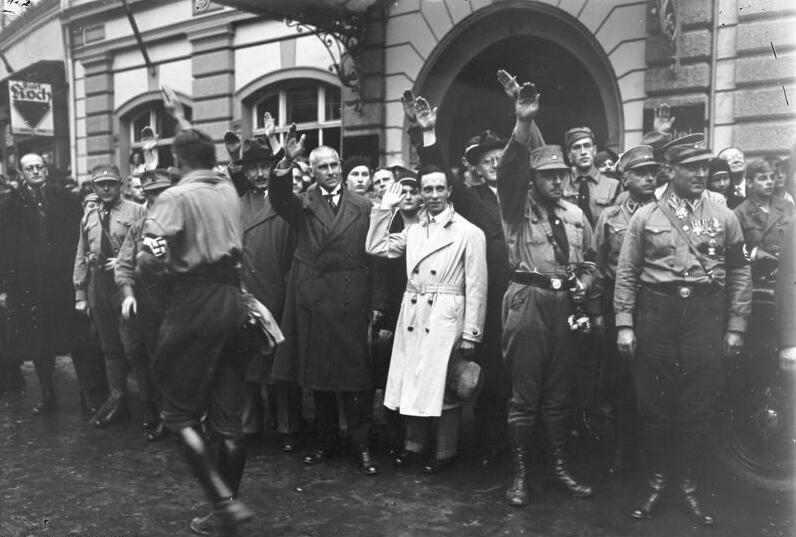
1930年10月、ヴァイマールで行われた突撃隊の行進を観閲するゲッベルス。隣はテューリンゲン州内相ヴィルヘルム・フリック

1930年9月14日の国会選挙はゲッベルスが宣伝全国指導者としてナチ党の宣伝戦全般を指揮した。ヤング案闘争に始まるフーゲンベルクとの連携により1年半かけて整備した党のプロパガンダ組織・体制に自信を持っていたゲッベルスは、「現有12議席を40議席にする」と宣言したが、これについてマスコミ各紙は一度に得票を三倍にした政党などかつて存在したことがないと嘲笑した。
ゲッベルスは7月23日に選挙運動方針を発している。その中で各大管区指導者は選挙戦序盤で全力を使い果たさず一週間ごとに徐々に盛り上げていくべきこと、また当初は各大管区指導者が自前で宣伝活動を行わねばならないが、選挙後半戦から党中央の優良な弁士を送るので彼らが無駄なく会場をハシゴできるよう準備しておくべきことを通達した。そして「大衆デモによって我が党の運動の強さと不屈の闘志が全国いたるところで選挙民に示されるのだ」と予告した。
また選挙のテーマも列挙したが、ゲッベルスの選挙戦術は「何々に反対する」という否定形（ヴェルサイユ条約とその履行政策に反対、ヤング案に反対、戦争犯罪という虚言に反対など）、および「与党（社民党や中央党）は売国政党であり、他野党もヴァイマル共和政を支持する偽装野党であって自分たちのみが真の野党である」といった他党攻撃（ナチ党と同じくヴァイマル共和政体制に反対している共産党すら偽装野党の類とされた）がその大半を占める。ヴェルサイユ条約やヤング案をどう解消するのかという具体案については「強力な外交政策、しかも社会主義的な傾向を持った信頼のできる国内政策と結びついた形で」という提唱にとどめている。
ゲッベルスは他党の何倍にもあたる数の党集会を組織することを心掛けた。野外演奏会や突撃隊の行進などを行って人々の関心を引き付けた。またこれまで一般的でなかった政治宣伝映画に目を付け、アメリカの20世紀フォックス社の技術提供を受けて、当時のドイツの技術力では困難だった野外でのサウンド映画を可能にして政治宣伝映画を盛んに放映した。宣伝内容も反ユダヤ主義など意見の分かれる問題は大きく取り扱わず、ヤング案反対や公的生活に特殊利害が蔓延してることへの批判など全国民から幅広く共感を得やすい問題を一点集中で取り扱うようにした。
折しも国家人民党は分裂で弱体化へ向かっており、人民党は社民党との連携により反マルクス主義の立場が説得力を失って失望されていた。民主党も小党への没落の途上にあり、中産階級経済党も組織力の弱さを失望されて中産階級が離れはじめていた。これら没落へ向かう右派から中道のブルジョワ諸政党からナチ党は中間層の浮動票をうまく吸い上げた。
その結果、得票640万票〔得票率18パーセント〕）を得て107議席を掌握。一気に社民党に次ぐ第2党に躍り出るという大勝利を収めた。選挙翌日にはマスコミ各紙がベルリンのナチ党事務所に殺到した。これまでナチ党系の新聞以外のマスコミがナチ党の事務所に取材に来ることなどほとんどなかった。ゲッベルスは記者からの質問に対して「戦いは始まったばかりである。実際はまだ始められてもいない。私は今しがた来たるべき戦いへの指令を出したばかりである」と短く答えただけで退出している。

#### 順法路線の徹底と反発への対処

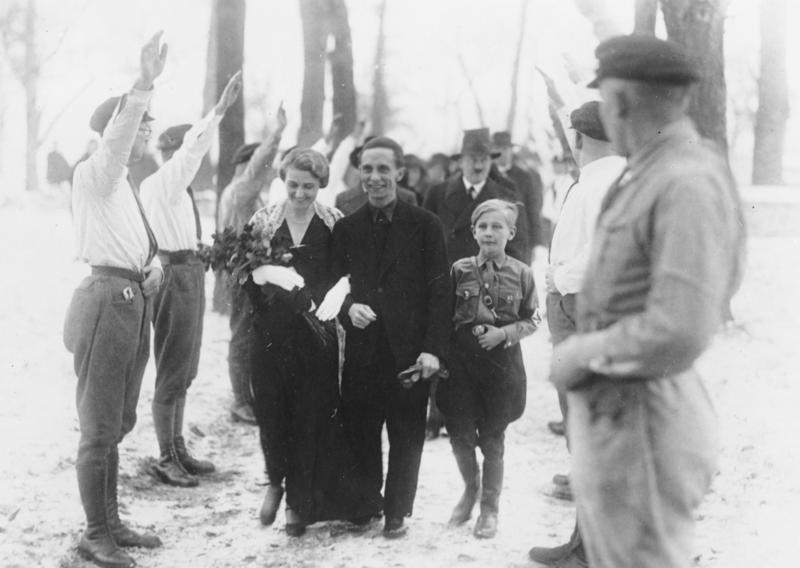
1931年のゲッベルスとマクダの結婚式

1930年9月14日の総選挙に勝利したナチ党が勢いに乗じて再び一揆を起こすのではないかと話題になったが、ヒトラーは同年9月25日にライプツィヒのドイツ大審院（ナチ党運動に参加して反逆罪に問われた陸軍将校3人が裁判にかけられていた）に証人として出廷した際に「合法的手段で政権獲得を目指す」と宣言した。ゲッベルスとしては順法路線を党員に周知徹底させなければならず、次のように論じた。「憲法の枠内でいかなる政治目的の達成も可能である。そして革命的であるべきなのは目的である。方法ではない。バリケード上で戦っても目的が反動的でありえるのだ。逆に憲法の枠内で戦っても目的が革命的であることは十分可能である」。
だが順法路線は革命主義者が多い突撃隊員から反発と失望を招いた。ヒトラーは突撃隊と親衛隊に共産党との街頭闘争禁止を通達したばかりか、1931年3月28日にブリューニング首相によって出されたナチス弾圧の大統領緊急令「政治的過激運動撲滅のための命令」（集会・制服の禁止や検閲、新聞発禁など）にすら順法することを宣言し、違反した党員は党を除名すると警告を発した。これに反発したシュテンネスらベルリン突撃隊は、4月1日に秘密会議を開いて順法路線に反対する決議を出すとともに翌4月2日にベルリンの党大管区本部などを襲撃した。ヒトラーはただちにベルリン大管区指導者ゲッベルスに鎮圧の全権を任せた。ゲッベルスは再びダリューゲの親衛隊部隊を動員。今度は警察の助けを借りず、独力で鎮圧することに成功した。鎮圧後、ゲッベルスは反乱に参加した突撃隊員を片っ端から除名した。追放されたシュテンネスら一派は後にオットー・シュトラッサーと共に革命的ナチスとして反ヒトラー闘争に奔走する。
1931年12月12日には2年前に実業家ギュンター・クヴァントと離婚していたマクダ・クヴァントと結婚した。式にはヒトラーも出席して仲人を務めた。

#### 1932年春の大統領選挙

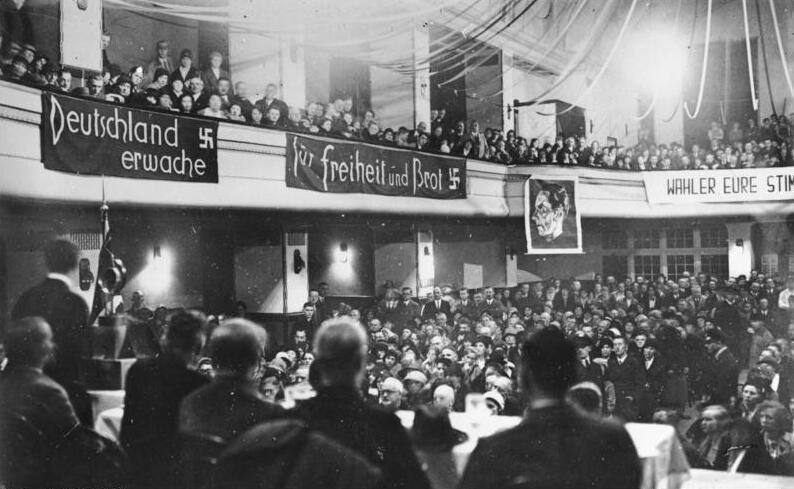
大統領選挙中の集会で演説を行うゲッベルス（1932年4月7日のベルリン＝ツェーレンドルフ。横断幕は「ドイツよ、目覚めよ(Deutschland erwache)」「自由とパンのために(Für Freiheit und Brot)」「有権者である貴方の声を(Wähler Eure Stimme)」）

1932年に入るとヒンデンブルクの任期切れから大統領選が注目を集めるようになった。現役大統領ヒンデンブルクに勝てる見込みは薄く、またヒンデンブルクとの関係を悪化させたくなかったためヒトラーは当初出馬をためらったが、ゲッベルスが党の運動を盛り上がらせるチャンスであるとヒトラーを説得した結果、1932年2月19日になってヒトラーは出馬を決意し、ゲッベルスに出馬表明発表を任せた。ゲッベルスは2月22日のスポーツ宮殿での演説でそれを発表した。その時のことをゲッベルスは日記の中で次のように書いている。「一時間かけて私は聴衆を盛り上げた。それからフューラー（ヒトラー）の出馬表明を読み上げた。聴衆が興奮して熱狂状態になり、歓声は十分間も続いた。フューラーに対する熱烈な歓迎ぶりである。聴衆は歓喜のあまり皆席から立ち上がった。天井が今にも落ちるのではないかと思われた。なんとも恐れ入る光景だった」。
大統領選挙においてゲッベルスはポスターに特に注意を払ったといい、「ポスターに入れる効果的な単語を選ぶのに3日をふいにするのはしょっちゅうだった」と述べている。またこれまでと同じく党弁士の演説を主力とし、ゲッベルス自身も一晩に3つの会場で演説をこなすことはざらだったという。
3月13日の第一次選挙は、ヒンデンブルク1865万、ヒトラー1133万票という結果に終わった。ヒンデンブルクが過半数を取れなかったため第二次選挙が行われる見通しとなった。この結果を聞いたゲッベルスはヒトラーから敗北の責任を追及されることを恐れ、ミュンヘンのヒトラーに電話して第二次選挙への出馬を止めることを進言したが、ヒトラーはひるまず第二次選挙にも出る決意だった。
第二次選挙にあたってゲッベルスは「現代的な方法のみが我らを勝利に導く」として、ヒトラーのために飛行機をチャーターし、それによってヒトラーの演説する範囲や回数を増やした。選りすぐりの党機関紙記者をヒトラーの側につかせ、従軍記者スタイルで記事を書かせた。そしてそれを「ヒトラー、ドイツ全土に姿を現す」と報じさせて衆目を集めた。
ゲッベルスは最後まで奮闘したが、4月10日の第二次選挙の結果はヒンデンブルク1939万票に対してヒトラー1341万票であり、差を若干縮めたもののやはり敗北に終わった。とはいえヒンデンブルクを相手にこれだけの票をもぎ取るのは驚異的であり、ヒトラーとナチ党の人気がうなぎ上りであることを世に知らしめるには十分な成果だった。

#### 1932年夏の総選挙で国会第一党に躍進

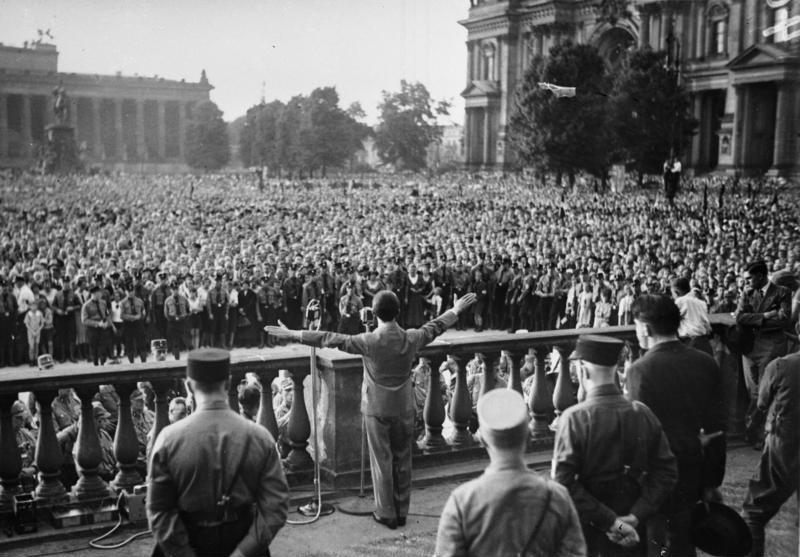
1932年、ベルリンのルストガルテンで演説するゲッベルス。

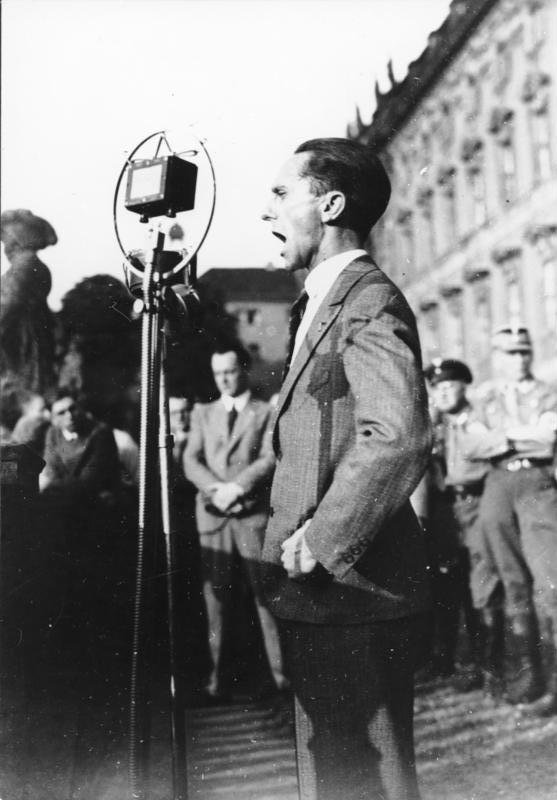
同上

1932年4月24日のプロイセン州州議会選挙は、直前に中央政府首相ブリューニングと社民党のプロイセン州首相オットー・ブラウンらが計略によって突撃隊と親衛隊の禁止命令を出したため、ナチ党にとっては官憲の弾圧の中での選挙戦となったが、ナチ党は9議席から一気に162議席に伸ばし、プロイセン州議会の第一党となった。これをもってプロイセン州におけるブラウンの左翼政治の基盤は崩れさった。
勢いに乗るヒトラーは、4月28日と5月3日に大統領側近クルト・フォン・シュライヒャー中将と会談。シュライヒャーは自分は突撃隊禁止命令に反対していたと弁明するとともに突撃隊禁止令制定を推進した国防相ヴィルヘルム・グレーナーと首相ブリューニングを失脚させる計画をヒトラーに打ち明けた。そして次期内閣下で突撃隊禁止命令を解き、国会も解散するのでそれまで次期内閣への攻撃を控えるという密約をヒトラーとの間に結んだ。二人の会談についてゲッベルスは「話し合いはうまくいった」と書いている。
密約に基づき、シュライヒャーは5月13日にグレーナー国防相、5月30日にはブリューニング首相を失脚に追い込んで内閣を崩壊させた。そして6月1日にはシュライヒャーが推薦した保守派のフランツ・フォン・パーペンが首相に就任。パーペンとシュライヒャーは密約通り6月4日にも国会を解散し、6月16日には突撃隊禁止命令を解除した。しかし貴族ばかりで構成されたパーペン内閣は「男爵内閣」と呼ばれ、著しい不人気を示したため、ナチ党は密約を結びながらパーペンから離反し始めた。ゲッベルスも日記の中で「このブルジョワ的な与太者内閣との厄介な隣人関係からできるだけ早く逃げださなければならない。さもないと我が党は取り返しのつかないことになる」と危機感を露わにしている。
国会が解散されたことで選挙戦が始まったが、パーペン内閣を表立って批判するわけにはいかなかったナチ党としては新しい選挙戦術を考えねばならなかった。ゲッベルスが考え出した解決方法はこの選挙をヴァイマル共和政全歴史への審判とすることだった。彼は「この国会選挙ではパーペン内閣の政策ではなく、1918年11月の犯罪の責任を問い、さらにその時から今日まで現体制を存続させ、今世紀最大の歴史的崩壊の責任を負わねばならない政府や政党の行動について審判が下されるであろう」と述べている。
しかし結局彼は7月9日にルストガルテンで10万人の聴衆を前に行った演説でパーペン批判に踏み切った。「私はドイツ人に要求する。過去15年間の恥辱と汚名をよく考えてほしい。1920年の政治的屈辱を思い出したまえ。この数週間で何か変化があっただろうか。まったくない。閣僚の顔触れが変わっただけだ。経済状態も相変わらずだ。新政府はまだ労働政策に取り組まない。悲惨は極まり、飢えた人々は当てもなくさまよっている」。
選挙戦中ゲッベルスは党のプロパガンダ組織と弁士をフル回転させた。日記の中でその忙しさを次のように語っている。「我々はドイツ中を汽車、自動車、飛行機でくまなく駆け巡った。集会が始まるわずか30分前の到着はざらで、間に合わなかった時もしばしばだった。我々は演壇に足を掛けるやいなや話し始めるのだ」。
7月31日に行われた投票の結果、ナチ党は608議席中230議席（得票数1373万票〔得票率37．4パーセント〕）を獲得し、社民党を抜いて国会第1党となった。ドイツの歴史においてこれほどの得票率と議席を獲得した党はかつて存在したことがなかった。ゲッベルスは政権獲得の時が来たと判断した。

#### 1932年冬の党勢停滞
ヒトラーも首相ポストを要求するようになったが、パーペンやヒンデンブルクは副首相に甘んじるよう要求したため決裂。しかも政府は8月13日のヒンデンブルクとヒトラーの会談について、ヒトラーが横っ面をはられっぱなしだったように読める内容の内閣発表を出してヒトラーに恥をかかせた。ゲッベルスは専門の宣伝分野で恥をかかされたことに激怒し、すぐに反駁を行ったものの手遅れだった。この件で党の受けた打撃は深かった。ヒンデンブルクやパーペンに腹を立てたヒトラーは、招集されたばかりの9月12日の国会で共産党が提出したパーペン内閣不信任案にナチ党議員団を賛成に回らせて可決させ、国会はただちに解散されることになった。
この選挙戦においてナチ党は全面的なパーペン批判を展開した。パーペン政権を「ブルジョワ的与太者」「腐敗した貴族のクラブの政体」と非難した。ヒトラーが公式に掲げたスローガンも「反動反対」であった。だがこのような共産党張りの選挙戦術は保守層からは白眼視され、保守層は他の保守政党国家人民党や人民党に支持を戻し始めた。それに比例して党に寄せられた寄付金もこれまでになく渋い額となった。それでなくても度重なる選挙戦によりナチ党の財政は破たん状態になっており、まともな選挙運動が打てなくなっていた。9月16日のゲッベルスの日記には次のようにある。「選挙キャンペーンはますます困難になっていくだろう。党金庫はすでに空っぽだ。前の選挙で我々の蓄えはすっかりなくなってしまった。」「敵も我々が息切れするのを待っている」。ゲッベルスは金策のために集会の数を減らしたり、討論という形にして他党の集会に相乗りするなど節約に努めざるを得なくなった。
またヒンデンブルクから首相任命を拒否されたことが知れ渡っていたのでナチ党への期待感も薄まっていた。その現象についてゲッベルスは後にこう書いている。「その前の選挙で票を入れた人たちは党が権力に付けばすぐにもお返しがあると思い込んでいた。ところが党はそれまでより権力から遠のいたように見えたので離れていった」

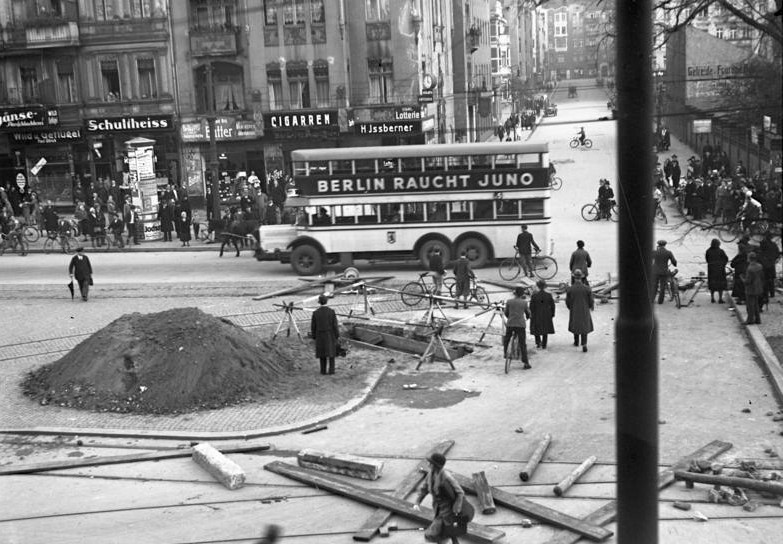
1932年11月、ベルリン市交通局の労働者のストライキ。ゲッベルスの判断でナチ党も参加した

選挙の直前の11月初めにおこったベルリン市交通局労働者のストライキにゲッベルスはナチ党員を参加させた。ゲッベルスは共産党とも協力してこのストライキを大ストライキにしてベルリンの交通網を完全にマヒさせた。保守層からの得票減退が確実だったので代わりに労働者票を多く獲得しようというゲッベルスの戦術だった。ヒトラーはこれに困惑していたものの、正式な反対はしなかった。だがこの一件は逆にナチ党への得票を一層減らしただろうと見られている。
11月6日の国会選挙でナチ党は前回選挙に比べ200万票減らして36議席を失い、196議席（得票数1174万票〔得票率33．1パーセント〕）に減退した（ただし第1党の地位は保った）。これについてゲッベルスは言い訳がましいことは口にせず、同日の日記に「我々はやっつけられた」と書き、さらに11月11日には「党の財政報告書は絶望的だ。借金と債務だけ。それもこの敗北の後では大量の資金調達は不可能」と書いている。
ナチ党の金欠は続き、地方議会選挙でもまともな選挙運動はできなかった。12月初旬のテューリンゲン州議会選挙では前回に比べて40%もの得票を失った。これについてゲッベルスは「情勢は破局的だ」と書いている。後にゲッベルスが白状したところによるとこの頃彼はナチ党は瓦解するのではないかと考えていたという。

#### グレゴール・シュトラッサー失脚をめぐって
しかしヒトラーは妥協せず、パーペンからの副首相就任要請を拒否し、首相職を要求し続けた。シュライヒャーはパーペンを見限り、彼を辞職に追い込むと12月2日に代わって首相に就任した。
シュライヒャー新首相は、12月3日にもナチ党ナンバーツーであるグレゴール・シュトラッサー（彼はナチ党の財政崩壊状態と党勢停滞から今すぐ入閣して総選挙を防がなければ党が滅びると考えていた）と秘密裏に会見し、彼に副首相兼プロイセン首相ポストを持ち掛けた。そして12月5日にヒトラーがベルリンのホテル・カイザーホーフで招集した党幹部会議においてシュトラッサーは今こそ党はシュライヒャー内閣に参加すべきであり、自分ではなくヒトラーが副首相に就任すべきであるとヒトラーに進言したが、ヒトラーはゲッベルスとゲーリングの反対の同意を得てシュトラッサーが独断で秘密会談を行ったことを「党内分裂行動」と批判し、シュトラッサーは12月8日にも党役職辞任に追いやられた。シュトラッサーの指揮する組織全国指導部は解体され、その役割の一部はゲッベルスの宣伝全国指導部に分配された。
しかしこの事件の経緯には謎が多く、ヒトラーは一貫して非妥協路線を貫いてシュトラッサーを非難したとする説もある一方で、一説によればヒトラーは選挙惨敗続きで弱気になっており、初めシュトラッサーの入閣を追認しかけたが（自分自身は首相以外は受けないという非妥協路線を貫きながら、シュトラッサーを入閣させれば、屈服したというイメージを避けつつ政府に党への便宜を図らせることができると考えていた）、その案にゲッベルスとゲーリングが強く反対し、二人でヒトラーを説得して彼を非妥協路線に戻したとも言われる。
ナチス左派の同志という意味ではゲッベルスとシュトラッサーは9年前に分かれていた。ゲッベルスがベルリン大管区指導者になってからは二人はベルリンにおけるナチス系新聞の縄張りを争う一種のライバル関係になっていた。ただその対立が表面化するには至らず、ゲッベルスとシュトラッサーがひどく対立したようなことを証明する物は何もない。ゲッベルスはシュトラッサーの失脚について「シュトラッサー派が時々刻々、地盤を失いつつある」、「彼の遺産は分割された」と淡々とした調子で書いている。

#### 政権獲得に向けて

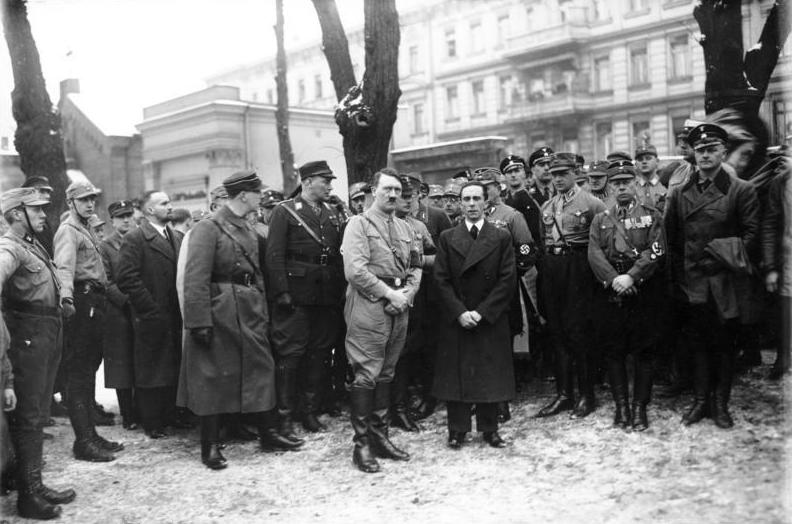
1933年1月22日、ベルリンの聖マリア及び聖ニコライ墓地1号にあるホルスト・ヴェッセルの墓参りをするヒトラーとゲッベルス。

1933年1月に入るとゲッベルスは人口15万人のドイツ最少州リッペ州の州議会選挙にナチ党に残された最後の選挙資金をすべて注ぎ込むことを決定した。ゲッベルスの見立てでは他党はこんな小さな州の選挙にはほとんど関心を持っていないので、いくら金欠のナチ党でも全力を注ぎこめば勝利するのは容易であり、その勝利を喧伝することによって国家社会主義運動はまだ終わっていないことを世に知らしめられるという意図だった。
マスコミ各紙からは意図を見抜かれ、嘲笑されたが、ゲッベルスは気にしなかった。ゲッベルスの他、ヒトラーやゲーリング、フリックなどの党幹部が続々とこの小さな州の町や村に入って演説をこなした。それまで数万人という規模の聴衆を相手にしてきた彼らが、村の宿屋でわずか60人、70人ぐらいを相手に演説している時もあった。
1月15日の投票の結果、ナチ党はこの選挙に圧勝した。ゲッベルスは「党は再び進軍を開始した」と日記に書き、さらにそれを全国に告げるべく、1月20日の『デア・アングリフ』で次のように論評した。「リッペの市民の決定は地方的な事件ではない。それは全国に広がっている感情に照応する物である。再び大衆は動き出した。我々の方に向かって」。
一方パーペンら大統領側近グループや保守派はすでにヒトラーを首相にする方向で調整に入っていた。このままナチ党が衰退し、不敵に伸長を続ける共産党が第一党になったら破滅するのはナチ党だけでなく彼らもだった。議会や大衆に根付いた保守右翼政権を樹立させるにはこれが最後のタイミングといえた。1月18日にはヒトラーとパーペンの会談、ついで1月22日にはヒトラーとパーペン、オットー・マイスナー(大統領側近)、オスカー・フォン・ヒンデンブルク(大統領の息子)らの会談、1月26日にはパーペンとフーゲンベルクとフランツ・ゼルテ(鉄兜団団長)の会談、1月27日にはヒトラーとフーゲンベルクの会談などが立て続けにあり、これらの会談によってシュライヒャーを失脚させてナチ党・国家人民党・鉄兜団・パーペン政権閣僚ら保守右翼勢力の連立によるヒトラー内閣を誕生させることが大筋で決定された。

### 国家社会主義ドイツ労働者党政権

#### ヒトラーが首相に任命される

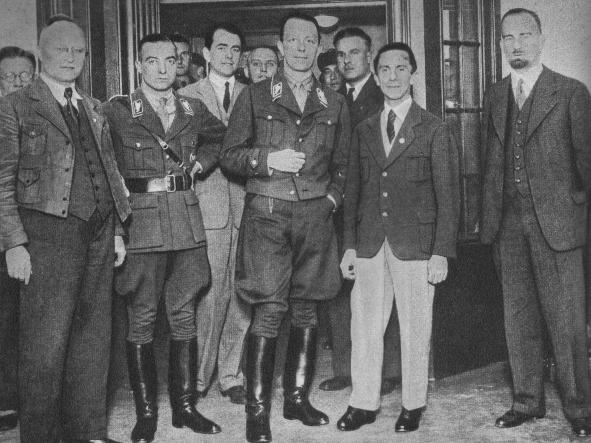
ヒトラーが首相に任命された際のナチ党ベルリン大管区の幹部らの記念写真。最前列五名左からハンス・マインスハウゼン、カール・エルンスト、ヘルドルフ伯爵、ゲッベルス、カール・ハンケ。エルンストとヘルドルフ伯爵の間にアルベルト・シュペーア

シュライヒャー首相はナチ党分断策が失敗に終わった今、クーデタを起こして国会を解散させ、選挙日を定めないまま軍部独裁政治へ移行し、ナチ党と共産党を禁止すべきであることをヒンデンブルク大統領に進言したが、拒否されて1933年1月28日に辞職に追い込まれた。ヒンデンブルクから「政局の説明担当」に任命されていたパーペンは後任の首相としてヒトラーを推挙した。
1月30日、ついにヒトラーがヒンデンブルク大統領よりドイツ国首相に任命され、ヒトラー内閣が成立した。その日のゲッベルスの日記には「まるで夢のようだ。ヴィルヘルム街（ドイツ中央政府官庁街）は僕らの物だ」「新しいライヒが生まれた。14年間の労苦の上に勝利の冠が乗せられた。我々はゴールに達した。ドイツ革命が始まったのだ」という感動した様子が書かれている。
同日ゲッベルスの発案で「ホルスト・ヴェッセルの歌」の高唱とともに突撃隊・親衛隊・ヒトラーユーゲントによる松明行進が行われた。
しかし成立直後のヒトラー内閣のナチ党からの入閣者は首相ヒトラーの他は、ゲーリング(ドイツ無任所相・プロイセン内相)とフリック(ドイツ内相)だけであり、ゲッベルスには閣僚職を与えられなかった。パーペン内閣時代から閣僚を務めている保守派がヒトラー内閣の閣僚の大半を占め、ナチ党閣僚は彼らに囲い込まれていた。パーペンが主導する権威主義体制にナチ党を利用しようという構成だった。

#### 1933年春の総選挙と国会議事堂放火事件

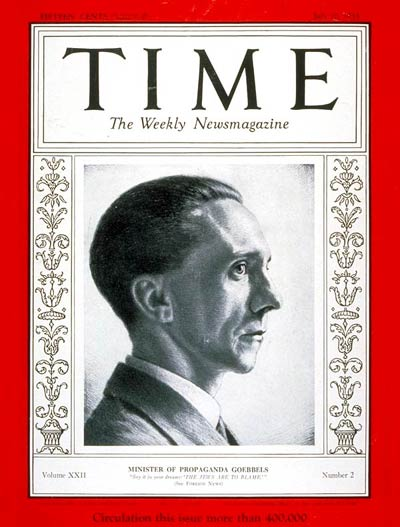
1933年7月10日号のタイム誌の表紙を飾ったゲッベルス

ナチ党は第一党とはいえ、連立与党の国家人民党と足しても国会で過半数を得られているわけではなかった。したがってこれ以前の三代の大統領内閣と同様に国会から内閣不信任案を突き付けられる危険性があった。その対策は今まで通り国会無視の大統領緊急令による政治を行うか、総選挙で過半数を狙うか、中央党を連立与党に引き込むか、共産党議員の資格を停止するか（共産党議席を停止すればナチ党と国家人民党で過半数になる）のいずれかであった。
ヒンデンブルクの希望により内閣は申し訳程度に中央党との交渉が行ったが、2月1日に交渉は決裂。国家人民党は共産党議席剥奪を希望したが、ヒトラーは総選挙を行うこととした。政権を掌握した今、ナチ党が選挙を恐れる必要はなく、また保守派閣僚によるナチ党閣僚囲い込みを突破するためにも総選挙での大勝が必要だった。
ゲッベルスも今回の選挙は野党だった頃とは条件がまるで違うことを認識し、2月3日の日記で次のように書いている。「我々は国家組織を動員できるようになったので運動は容易である。新聞とラジオは意のままである。我々は政治宣伝の傑作を創るつもりだ。金は有り余っている」。
当時のドイツではラジオ局は政府の監督下にあったため、野党の頃のヒトラーの声が電波で流されたことは一度もなかった。しかしそれも今や一変し、ラジオはナチ党の有力な宣伝機関の一つと化した。ただ集会でのヒトラーの演説をラジオでそのまま流すと興奮しすぎで場違い感があった。ヒトラーもそれについて「私はラジオ受けが良くないようだ」と嘆いていた。ゲッベルスはラジオ担当者とともにヒトラーの声を研究して様々な方法で編集して声質に柔らかさと深みを加えたり、場所によっては明瞭・決然と響くよう調整した。
選挙戦の最中の2月27日に国会議事堂放火事件が発生した。現場にいたオランダ共産党員マリヌス・ファン・デア・ルッベが犯人として逮捕された。ヒトラーやゲーリングはこれを共産主義者全体の国際連帯運動によるテロ活動と認定し、翌2月28日にはヒンデンブルク大統領より国民及び国家保護のための大統領緊急令が発令され、多くの左翼がテロ関係者として保護拘禁されていった。
ゲッベルスも『デア・アングリフ』で次のように報道した。「今や我々は共産主義の脅威を根絶やしにしなければならない。世界の害毒ともいうべきロシアとドイツの共産党に雇われた24歳の外国人共産主義者が国会に放火した今、一刻の猶予もない! こうしたテロリストどもを単なる犯罪者として裁くだけでいいのか! この機会に我々は攻撃に出てはならないのか? ドイツをテロの苦悩から解放しようとする政治家は、全能の神によって報いられて当然ではないのか」。
その後行われた3月5日の国会選挙でナチ党は得票1700万票（得票率44パーセント）を得て647議席中288議席を獲得した。連立与党の国家人民党(52議席)と足すと過半数を制した。さらに3月9日には正式にテロ組織と認定された共産党の議席が剥奪されたが、再選挙を行わないで議席ごと抹消されたので総議席数が566に減り、ナチ党が単独過半数を得た。ゲッベルスは選挙結果について次のように日記に書いている。「勝利は我々の物となった。予想以上の圧倒的勝利だ。だが今となっては数字に何の意味があるのか。我々は今やドイツとプロイセンの支配者なのだ。他の全ての党は決定的に全て打ち倒した。」。

#### 国民啓蒙・宣伝大臣

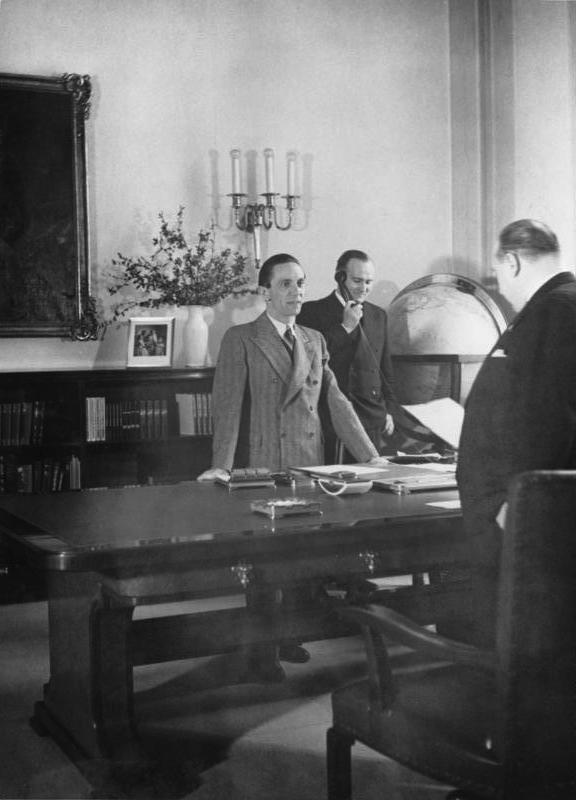
宣伝省次官ヴァルター・フンク（後の経済相）を宣伝大臣執務室に迎えたゲッベルス。1937年

1933年3月14日、ヴィルヘルム街にあるかつて皇室の邸宅だったオルデンスパレーに「国民啓蒙・宣伝省」が置かれ、ゲッベルスがその大臣に任じられた。ゲッベルスは宣伝省を開くに際してその目的を次のように定義した。「革命には二つの方法がある。機関銃を持つ者には勝てないと敵が認めるまで、敵を掃射し続けるのが一つ。これは安易な方法である。残る一つは精神革命による国家の改造である。この方法なら敵を破壊することなく味方に組み入れることができる。最高の勝利は敵の殲滅ではなく、敵に勝者たる我々の賛歌を歌わせることなのだ」。
ゲッベルスは他の省庁の権能を自らの宣伝省に集めて行った。内務省からは検閲権や公休日の取り締まり権、経済省からは広告監督権や産業博覧会・貿易博覧会開催権、郵政省からは旅行案内業務、外務省からは対外的PR権をそれぞれ獲得した。また全国の劇場も管轄下に置いた（プロイセン州の劇場はゲーリングの支配下に残された）。

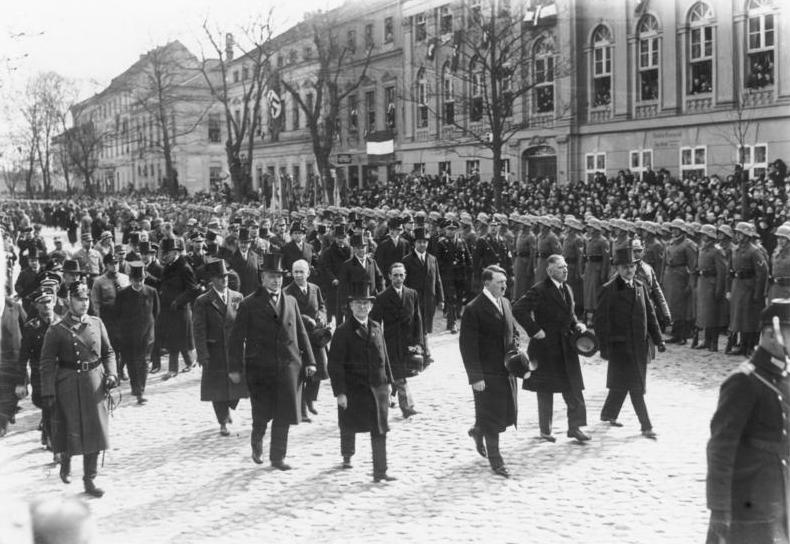
1933年3月21日、衛戍教会での国会開会式「ポツダムの日」。ヒトラーやパーペンの後ろから歩いているのがゲッベルス

宣伝大臣となったゲッベルスの最初の大仕事は3月21日のポツダム・衛戍教会のフリードリヒ大王の棺の前で行われた国会開会式「ポツダムの日」の準備だった。ゲッベルスはこの式典を事細かに定め、それについて日記の中で「こういう大掛かりな国家祝祭に際しては些事の中の些事が重要なのだ」と述べている。帝政復古主義者であるヒンデンブルクやユンカーたちを満足させるべく、プロイセン的・復古主義的にその演出を施した。この行事はヒトラーがヒンデンブルクやユンカーや軍部の心を捕らえるのに役立った。この日、ヒトラーと並んで立ったヒンデンブルクについてゲッベルスは「この尊敬すべき長老を、今もなお、我らの上に戴いていることは、なんと幸せなことだろう」と書いている。
米英マスコミによる反ナチ報道が高まってくると、ゲッベルスはこれをユダヤ国際資本の陰謀と見て、ユダヤ企業に対するボイコット運動を行うことをヒトラーに進言した。米英マスコミを牛耳るユダヤ資本家たちが反ナチ報道がドイツ在住の同胞の安全を危うくすることを知れば、報道の調子を変えるはずという考えからだった。ヒトラーは進言を受け入れ、4月1日にシュトライヒャーの指揮のもとにユダヤ企業に対するボイコット運動を行わせた。
5月10日にはベルリンはじめ全国の大学の大学生のナチ党員を動員して公私立の図書館からユダヤ人の書いた書物などを次々と押収して広場に集めさせて焼き払った（焚書）。ハインリヒ・マンなどの反ナチ派の本、またカール・マルクスやジークムント・フロイト、ハインリヒ・ハイネなどユダヤ人達の本が焼かれた。この焚書の集会でゲッベルスは次のように演説した。「過激なユダヤの主知主義は終焉した。過去の悪しき亡霊は正当にも火刑に処された。これこそ偉大にして象徴的な行為である。今日ほど青年が発言権を持った時代はかつてなかった。今や学問は栄え、精神は目覚めつつある。この灰の中から新しい精神が不死鳥のように舞い上がるであろう」。しかしハインリヒ・ハイネは「本を焼く所では、終いには人間をも焼く」と予言していた。

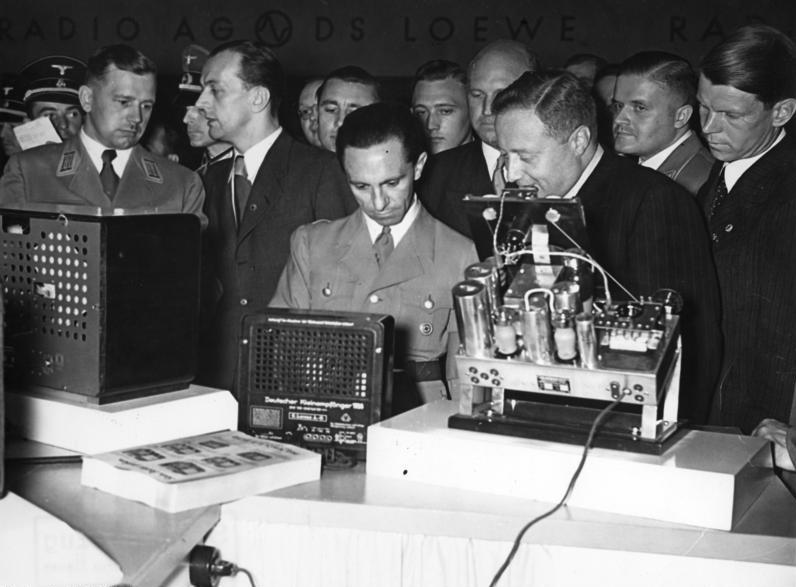
国民ラジオの展示会を視察するゲッベルス（1938年）

8月20日、ベルリン第10回放送展で「国民ラジオ」がはじめて公開され、ゲッベルスは「19世紀は新聞であったが、20世紀はラジオである」と公言した。ゲッベルスはラジオによる民衆扇動の重要性を的確に認識していた。各ラジオメーカーにラジオのフル生産を指示し、外国放送は聞けない「国民ラジオ」を全国28の工場で大量生産させ、安価な76マルクで購入できるようにした。また大衆がラジオを聞く習慣をつけることを偶然に任せず、全国各地に放送監督所のシステムを作って絶えず大衆と接触させ、パンフレットを出すことで重要な放送を知らせ、人々が公の場所に備え付けられた拡張器でラジオを聴くよう仕向けた。そうした努力の結果、1933年から1934年にかけてドイツのラジオ所有家庭数は100万を超え、1938年までには950万に達した。さらにその後には労働者層への普及のためにより小型で安い物が売りだされ、ドイツのほぼ全家庭にラジオが普及するに至った。
9月25日にはライヒ文化院法が公布され、宣伝相たるゲッベルスの下に全国著述院、全国新聞院、全国ラジオ院、全国音楽院、全国演劇院、全国映画院、全国造形芸術院の7つの全国文化院が創設され、ドイツのあらゆる精神的創造者は該当する全国文化院に加入することを義務付けられ、ゲッベルス宣伝相による監視と検閲を受けた。ユダヤ人は適格性を欠くとされて文化面からどんどん排除されていった。

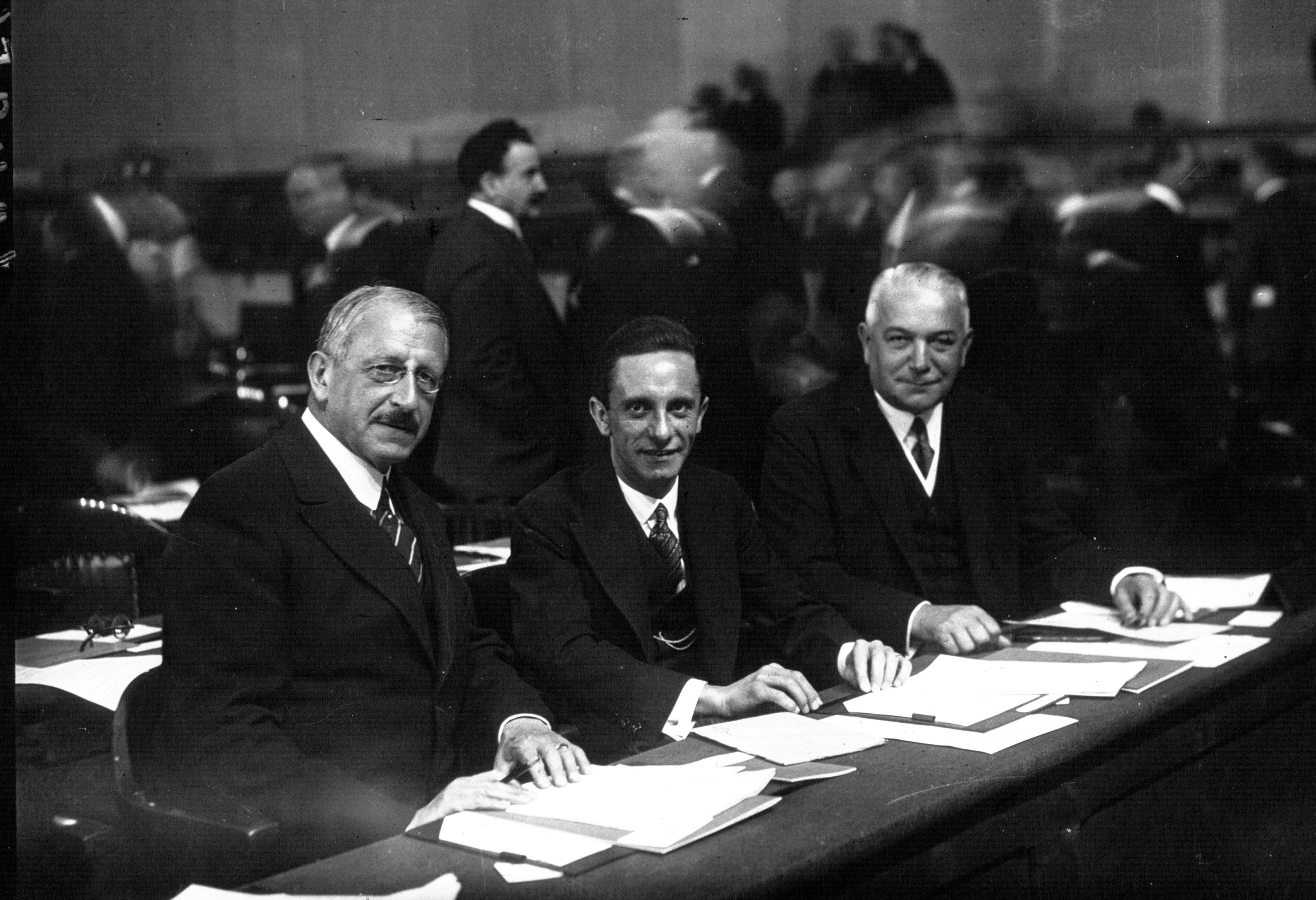
1933年9月、国際連盟の世界軍縮会議にドイツ代表で出席した外交官フリードリヒ・フォン・ケラー、宣伝相ゲッベルス、外相ノイラート男爵。

外務省から対外PR権を獲得していたため、9月下旬には外相ノイラート男爵とともにジュネーヴの国際連盟の世界軍縮会議に参加したが、国際連盟脱退を決意したヒトラーによりすぐに呼び戻された。
エルンスト・レームとゲッベルスは比較的親密な間柄であった。レームの死の2週間前までゲッベルスとレームは活発に接触していた。またオットー・シュトラッサーの証言によればゲッベルスはレームの「謀議」に加わっていたというが、その話に確証はないとされる。いずれにしても粛清の日が近づいてくるとゲッベルスはレームや突撃隊の近くにいることに危険を感じて距離をとるようになり、ヒトラーの側近くに身を置くようなった。1934年6月30日からはじまったレーム以下突撃隊幹部の粛清「長いナイフの夜」の際にもゲッベルスはヒトラーに寄り添って同行した。ヒトラーとともにミュンヘンへ飛び、ヒトラーが粛清を行っている時にも何も異議を唱えることはなかった。7月10日のラジオ演説でゲッベルスは6月30日の粛清を「病的な野心家の一味の反乱を電撃的に鎮圧した」として正当化し、外国の「センセーショナルな虚偽報道」を「ドイツ国民は吐気と嫌悪の情をもって背を向ける」と批判している。
同年8月2日にヒンデンブルクが死去するとヒンデンブルクを「史上最大のドイツ人の一人」と賞賛する記事で新聞を埋め尽くし、大々的な葬儀を行った。またゲッベルスはラジオで大統領職と首相職が統合されてヒトラーは「総統兼ドイツ国首相」となることを発表した。8月19日にはそれについての国民投票を行い、賛成票は88.9%にも達した。
ゲッベルスはニュルンベルク党大会にはあまり関心がなかったようでそれに関する彼の日記の記述は少ない。レニ・リーフェンシュタールが監督した記録映画『意志の勝利』で知られる1934年9月の党大会もゲッベルスではなく、シュペーアが主に準備をした。この党大会でゲッベルスは「願わくば我々の情熱の炎が永遠に燃え続けるように。この炎のみが現代の政治的プロパガンダの創造性に富む芸術に光と温もりを与えるのだ。この芸術は国民の心の底より発し、その活力源である国民のもとに常に還元されなければならない。武力による権力も結構だが、国民の心をつかみ、引き付ける方が一層望ましくもあり効果的である」と演説している。また翌1935年5月1日にはレニの『意志の勝利』に最高評点の「国民の映画賞」を授与した。
1936年6月にニューヨークのヤンキー・スタジアムでドイツ人ボクサーマックス・シュメリングとアメリカ黒人ボクサージョー・ルイスの試合が行われたが、「ジョー・ルイスが老いぼれボクサーを苦も無く片付けるだろう」という大方の予想に反してシュメリングが勝利した。これは「ドイツ人の非アーリア人種に対する勝利」としてナチスの国家的慶事となった。ゲッベルスはもちろんのことヒトラーもシュメリングに祝電を送っている。またゲッベルスはシュメリングの帰国に際して古代ローマの凱旋将軍のように出迎えるよう手配した。

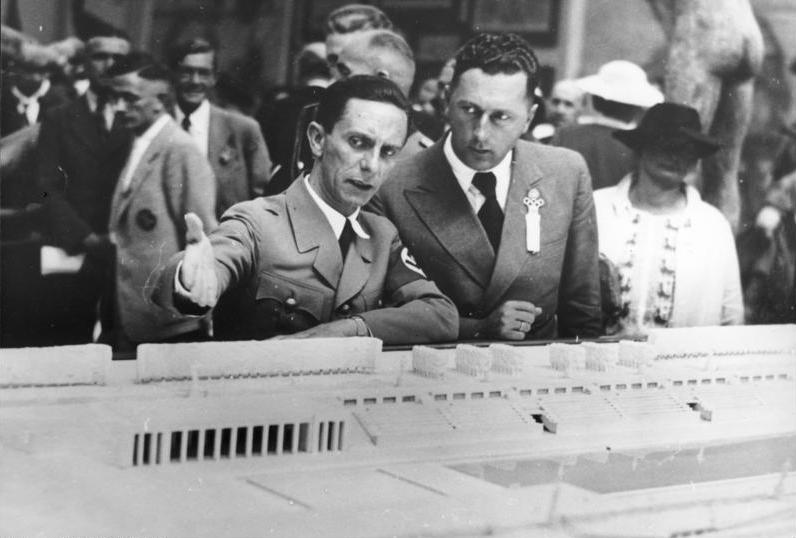
ベルリンオリンピックの準備の指揮を執るゲッベルス（1936年7月ベルリン）。

1936年8月のベルリンオリンピックは、ゲッベルスが演出の総指揮を取り、一大宣伝ショーとして大きな成功を収めた。特に世界の注目を集めたのはカール・ディーム博士発案のギリシアからバルカン諸国、オーストリアを経てドイツに聖火を運ぶ走者リレー（聖火リレー）を初めて演出したことである。
またこのオリンピック期間中、多くの観光客が国外からやってくることに鑑み、ホテルやカフェ、海水浴場など観光客が立ち寄りそうな場所から「ユダヤ人立ち入り禁止」の掲示を取り払うことを徹底した。国内外で悪名高いシュトライヒャーの反ユダヤ主義新聞『デア・シュテュルマー』も売店での販売を禁止した。こうした処置のおかげでこの時期にドイツを訪問した観光客の多くはドイツに好印象を持つ者が多かったという。ゲッベルスの8月2日の日記にはオリンピックを「ヘンデルのハレルヤ(メサイア (ヘンデル))。偉大な、感動的な祭典」と記し、続けて「首相官邸で長い間総統と無駄話。彼は日本を賞賛し、ロシアには厳しい。その通りだ。」と書いている。

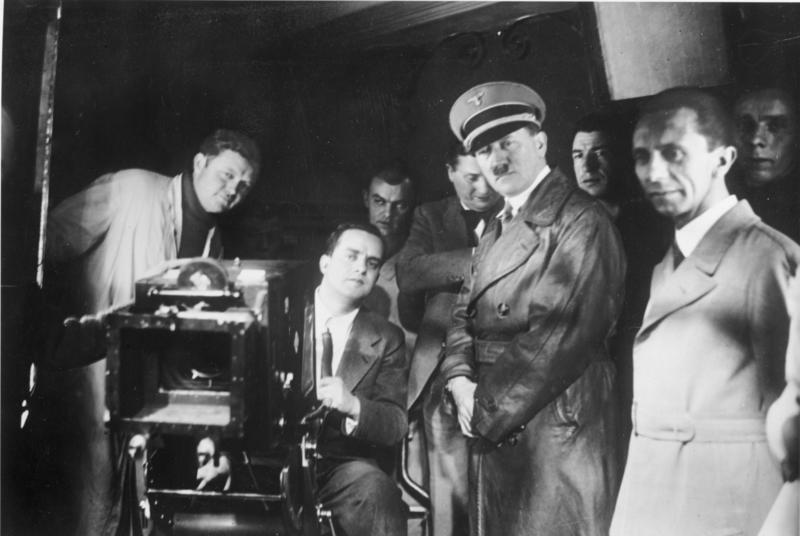
映画会社ウーファを視察するヒトラーとゲッベルス。1935年

1937年には、ドイツの映画会社最大手ウーファをナチ党で買収し、事実上ゲッベルスが所管することとなった（さらに1942年には完全国営化）。『ロスチャイルド家』など反ユダヤ主義プロパガンダ映画から『ミュンヒハウゼン』など娯楽映画に至るまで次々と映画を制作させた。
1937年には、昨年に日独防共協定を結び同盟国となった日本の映画製作者の川喜多長政と、ドイツの映画製作者アルノルト・ファンクによる合作で、原節子、早川雪洲、ルート・エヴェラーなどが主演する映画『新しき土』（ドイツ語題『Die Tochter des Samurai（侍の娘）』）を制作することを許可し、またその制作を支援した。ゲッベルスの日記もこの映画について触れている。「独日合作映画『サムライの娘』の封切。映画の撮り方は素晴らしい。日本の生活や考え方を理解するのに良いし、筋もまずまずだ。しかし我慢できないほどに長い。それが残念だ。

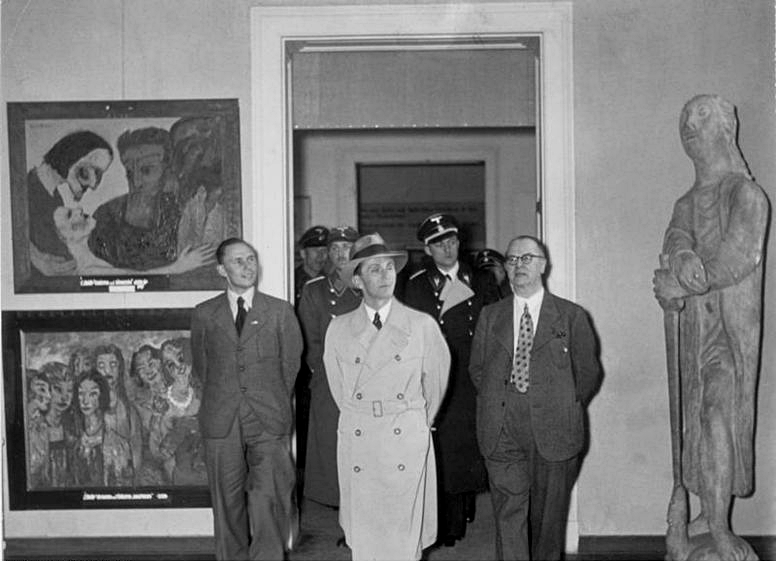
「退廃芸術展」を見学するゲッベルス。1937年

1937年7月にゲッベルスは、アドルフ・ツィーグラーに指示して、ナチ党政権が「退廃芸術」として批判していたモダンアートや表現主義、抽象絵画の作品を集めさせ、7月19日に見せしめとしての「退廃芸術展覧会」を開かせた。アドルフ・ツィーグラーは「ドイツ国民よ。来たれ。そして自ら判断せよ」と開幕演説している。シャガール、クレー、キルヒナー、ノルデ、ゴッホ、ピカソ、ブラック、セザンヌなどの絵が晒された。展覧会には誇張するために狂人の絵も展示されていた。このうちキルヒナーは自分の作品を退廃芸術に指定され、この展覧会に晒されたことに強いショックを受け、自殺している。
1938年11月7日に駐パリのドイツ大使館でユダヤ人青年ヘルシェル・グリュンシュパンがドイツ大使館員を暗殺した事件を受けて、11月9日夜にドイツ全土で発生した反ユダヤ主義暴動「水晶の夜」はゲッベルスが突撃隊を動員して行ったものだといわれる。しかしドイツ経済への打撃は大きく、事件後、航空省で行われた事件処理の会議で四カ年計画全権責任者としてドイツ経済に最終的責任を負うヘルマン・ゲーリングから批判を受けている。この件でゲッベルスはユダヤ人問題からの撤退を余儀なくされたという。代わりにゲーリングがユダヤ人問題の全権責任者となった。

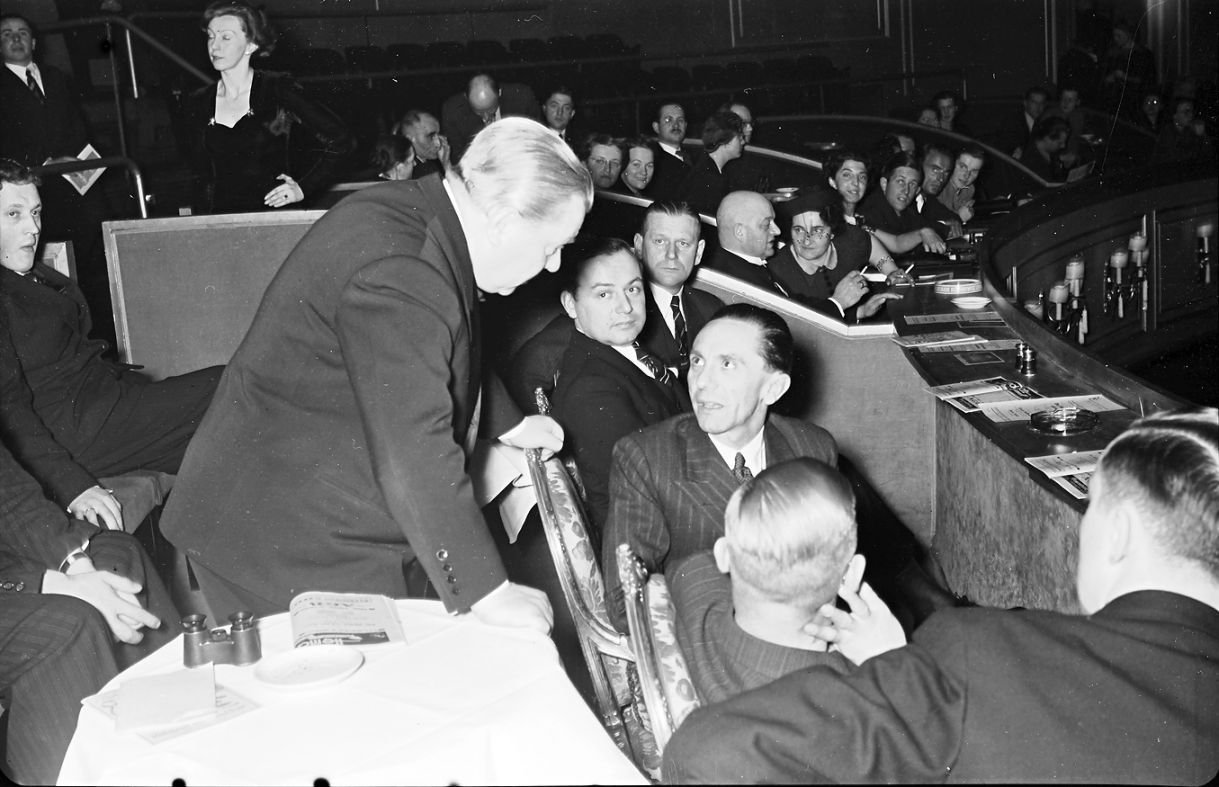
1939年、ベルリンの喜劇劇場。コメディアン俳優ウィリー・シェーファーと会話するゲッベルス。

ナチ党政権誕生から年を経るごとに、ヒトラーの体制は強固になっていったが、それと反比例してゲッベルスの権力や重要性は低下していった。この頃のドイツは大規模な再軍備で失業者もなくなり、景気回復が国民に実感されるようになっていた。国民のほとんどはヒトラー政権に不満を持っていなかった。つまりゲッベルスがわざわざ宣伝・啓蒙しなくても国民はヒトラーを支持していたのである。そのためゲッベルスはナチ党がいまだ野党であるかのような趣の新聞を出したり、集会を開くことがあった。「世界革命を扇動するユダヤ人」だとか「コミンテルンの外人部隊」だとかの攻撃によって党や国が滅亡寸前かのように描く記事がその典型である。敵の存在を作らないと自分の存在価値がなくなる一方だったためである。
1939年3月にはヒトラーの50歳の誕生日に『人間ヒトラー』という本を出版して献上することを計画していたが、ヒトラーから止められた。ヒトラーは国民に自分の私生活に関心を持って欲しくなかったらしく、また自分の伝記の作者としてふさわしいと考えていたのはゲッベルスではなかったといわれる。
1939年8月20日に独ソ不可侵条約が締結されるとゲッベルスの宣伝省はただちに「ボルシェヴィキ攻撃キャンペーンを当分の間中止すべし」との指令をあらゆる報道機関に対して発した。これによりナチ党政権誕生以来一日として止むことはなかった反ソ報道がぱたりと消えた。8月25日にミュンヘン放送で『モスクワを糾弾する。世界独裁のコミンテルン計画』というラジオ番組が放送予定になっていたが、これも放送間際に中止させ、代わりにロシア音楽を30分間流している。ゲッベルスは『デア・アングリフ』においてソ連との連携について「二大民族は共通の外交政策の上に立ってきたのである。これには長い伝統的な友情が作り出した相互理解という基盤があるからなのだ」と論じたが、それ以上の詳しい説明はしなかった。この反ソ報道の消滅という状態は独ソ戦開戦まで続くことになる（ソ連も同様でこれを機に反ナチ報道が一斉に消滅した）。

#### 第二次世界大戦

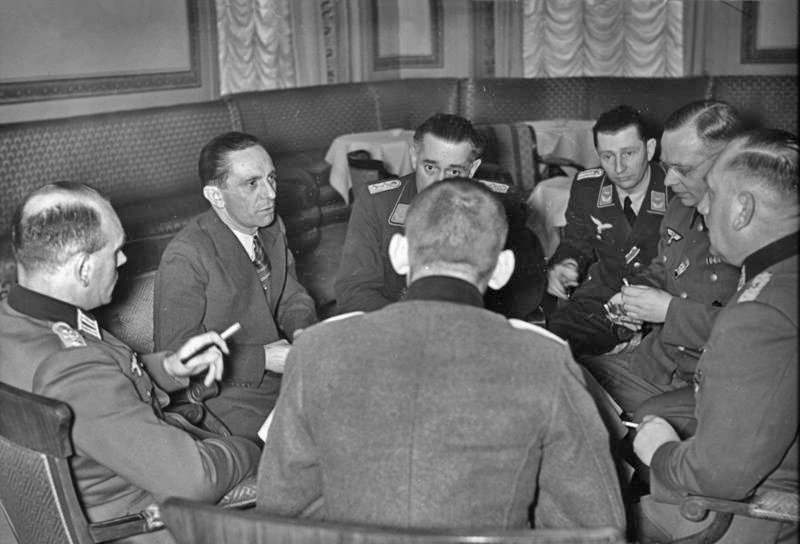
国防軍宣伝中隊の指揮官たちと会合するゲッベルス（1941年1月28日）

1939年9月にドイツ軍のポーランド侵攻によって第二次世界大戦が開戦したが、ゲッベルスが戦争を望んでいなかったことはほとんど疑いがないところである。もし戦争が始まればあらゆる政治情勢のイニシアチブは軍に握られてしまい、自分はそれを礼賛報道するだけの周辺的存在となってしまうであろうことをゲッベルスはよく理解していた。
また政界内におけるゲッベルスの権力の衰退もいよいよ深刻になっていた。所管していた国外宣伝権は開戦後にヨアヒム・フォン・リッベントロップ率いる外務省へと戻され、さらに国内宣伝も新聞については党新聞部長オットー・ディートリヒがヒトラーからの信任を背景にして掌握していた。ゲッベルスは自分こそがヒトラーの第一の側近との自負があったが、ヒトラーの方からすれば1932年国会選挙の時に常に側にいて補佐してくれたのも、『ヒトラーとともに権力を』（1933年）という著作によってヒトラーの平和志向のイメージを高めてくれたのもディートリヒであり、ゲッベルスではなかった。ヒトラーが彼だけを重用してはくれないのは当然だった。
それでも戦争が始まった以上、ゲッベルスは自分の管轄に残されたラジオや映画を使って戦意高揚宣伝を行わねばならなかった。1940年2月、軍の宣伝中隊が撮影したポーランド侵攻の映像を映画『ポーランド作戦』として封切った。この映画はベルリンだけで3日間で32万人を動員し、興行的に大ヒットした。1941年初めにはエミール・ヤニングス主演の反英映画『世界に告ぐ』（ボーア人が南アフリカに作ったトランスヴァール共和国に金が出るや否や英国が戦争を吹っかけて南アフリカ連邦を作った事件を題材にしている）を支援。同映画は3月に封切った。独ソ戦開戦直後の1941年6月22日午前5時30分頃、ゲッベルスがラジオで総統声明を国民に向けて読み上げている。
しかし、こうした努力もゲッベルスの権勢の低下を改善することにはなかなか繋がらなかった。ディートリヒは新聞でゲッベルスのラジオ演説と食い違うことを平然と書き、彼を苛立たせた。リッベントロップとの摩擦も増え、日記には彼らとのケンカの記述が散見されるようになる。結局、ゲッベルスがディートリヒに対して拒否権を獲得したのは1944年6月になってのことだった。
しかし、戦況が悪化してくると絶え間なく国民に対するプロパガンダを展開する必要性が増し、ゲッベルスの存在が再度重要性を増した。1943年1月にスターリングラードの戦いに敗れた後の2月18日、ベルリンのスポーツ宮殿においてかの有名な「総力戦布告演説」を行った。

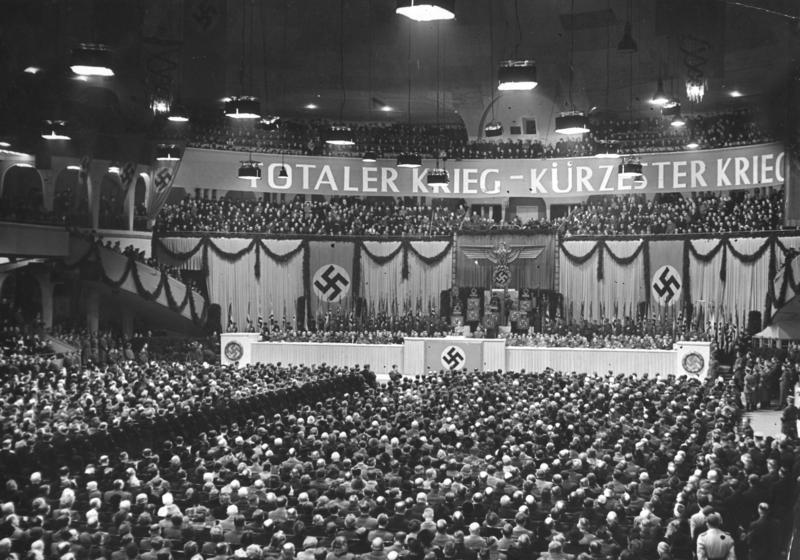
1943年2月18日、ベルリンのスポーツ宮殿での総力戦演説

この演説にはサクラや演出手法等が駆使され、ゲッベルス自身は「自分の演説活動全体の最高成果になるだろう」と考えており、演説後は「巨大な反響」、「全世界に最大の共感」と自画自賛した。演説は1時間以上におよび、演説前から体重が3kgも減少したという。
大戦後期から末期にドイツ軍が本格的に劣勢に転じた後、ヒトラーはすっかり公の場に姿を現さず、ラジオ演説も拒否し、引きこもるようになった。他の政権幹部たちも似たり寄ったりであった。しかし、ゲッベルスは引きこもることなく、精力的に働き続けた。ゲッベルスは空襲に遭った都市の被災者の慰問に頻繁に訪れて励まし、ヒトラーに代わって国民に戦意を鼓舞する演説を頻繁に行い、連合国軍に対して最後まで抵抗するようラジオで国民に呼びかけた。
また、空襲を受けた都市（ドイツ本土空襲）のために救援隊を組織したり、徴兵されなかった中年・少年男性を集めて国民防衛隊「ヴェアヴォルフ」を設立したりして国民の人気を集めた。しかし、自らの宣伝省が爆撃によって破壊された時は、かなりのショックを受けたことを日記に記している。また、空襲を受けたベルリン市民を直接激励するようにヒトラーに何度も進言したが、受け入れられることはなかった。

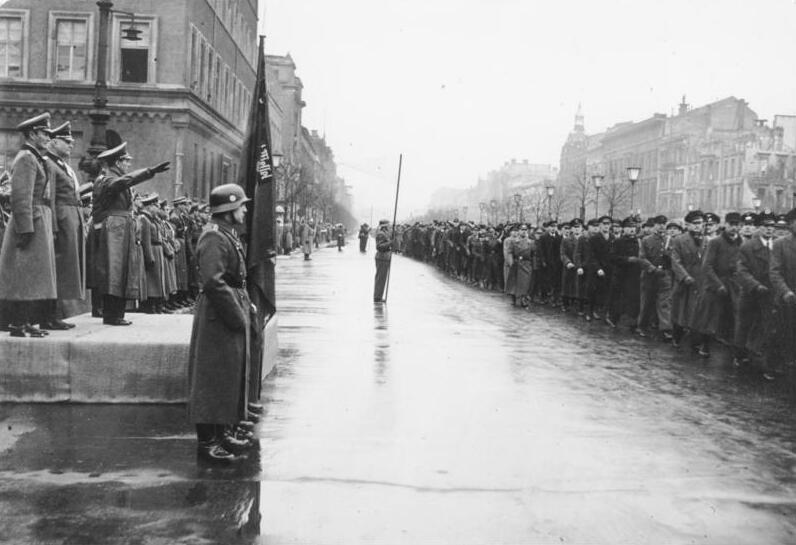
1944年11月12日、国民突撃隊を閲兵するゲッベルス

1944年7月20日のヒトラー暗殺未遂事件の時には、たまたま首都ベルリンにいた唯一のナチ党幹部として、クーデター派のベルリン防衛軍司令官パウル・フォン・ハーゼの命令に従い自分を逮捕しに来たオットー・エルンスト・レーマー少佐を、電話で直接ヒトラーと会話させることで寝返らせ、反乱の鎮圧に大きな役割を果たした。その結果、同年7月25日にヒトラーから総力戦全国代表（ドイツ語：Generalbevollmächtigter für den totalen Kriegseinsatz。戦時国家総動員総監、国家総力戦総監という訳もある）に任命され、内政全般に大きな発言力を得る。ゲッベルスは総力戦全国代表として、1944年10月までに50万人の兵士を確保し、同年末までには100万人の兵士の確保に成功した。しかし、激務で健康状態は悪化し、頭髪は白髪となり、胃潰瘍や腎臓結石、不眠に悩まされた。1945年1月30日にはベルリン防衛総監を兼任して首都防衛の最高責任者となる。しかしゲッベルスは国防軍を信用せず、首都の防衛の主力には多大なる犠牲を顧みず、装備も錬度も劣る国民突撃隊を投入した。
1945年1月には最後の「国民の映画」（ドイツ語: Film der Nation）である『コルベルク』が封切られた。ナポレオン・ボナパルト率いるフランス軍によってプロイセン王国が蹂躙されたとき、コルベルクというポンメルンの小都市が強大なフランス軍に立ち向かったという史実を映画化したものだった。ゲッベルスがこの映画の撮影を監督ファイト・ハーランに依頼したのは1943年6月のことだった。ゲッベルスは国防軍や国家・党機関に援助と助力を要請し、通常の映画の8倍の資金が投じられた。このときゲッベルスは「この映画が公開される時にはそれは、軍事的・政治的状況にぴったり当てはまるだろう」と記しているが、1945年の戦況はまさに「我々の今日の状況と不気味な関係」がみられるほどになっていた。公開に当たっては「銃後と前線が一つになった国民はどんな敵にも打ち勝てる」という「コルベルク精神」を国民に植え付けることを意識された。フランス大西洋岸のラ・ロシェルで孤立して戦っているドイツ軍陣地にパラシュートで映画を届けさせて、ベルリンとの同時封切にするという芸当を実現させた。しかし、そのコルベルクはこの頃すでに赤軍の占領下に落ちていた。もちろんその事実はゲッベルスによって隠されていた。

#### 首相就任と自殺

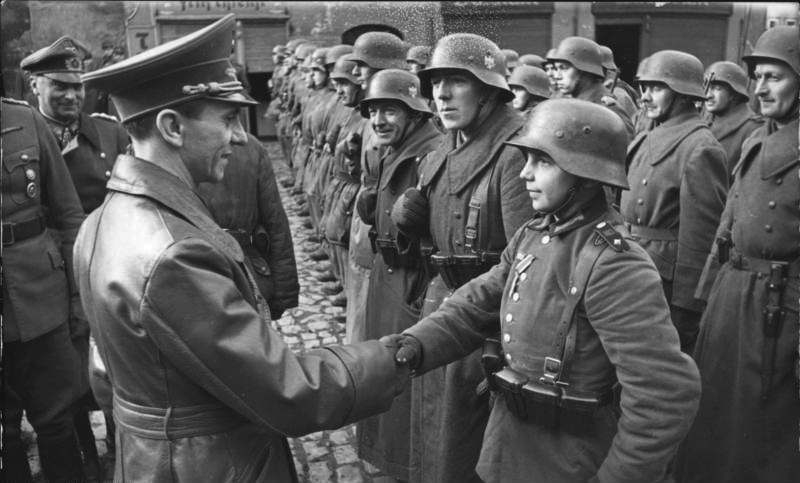
1945年3月9日、ラウバン（現ポーランド領ルバン）防衛戦で二級鉄十字章を受章したヒトラーユーゲントのヴィリ・ヒュープナーと握手するゲッベルス

赤軍によるベルリン包囲網が狭まるにつれて、ナチ党幹部の多くはベルリンから脱出したものの、ゲッベルスはヒトラーの側に残る道を選んだ。2月には兄ハンスに過去の手紙や著作を焼却するよう依頼した一方で、公開することを意識した日記はマイクロフィルムで撮影し、複数のコピーを作成した。ベルリンの戦いのさなか、妻マクダと6人の子と共にヒトラーの総統地下壕に移り住む。マクダは当初子供達を救いたいと主張していたが、やがてゲッベルスの意見に同意した。地下壕入りしたゲッベルスは宣伝省の仕事には見向きもせず、自らの日記を整理することのみに集中していた。4月29日、ゲッベルスは党官房長マルティン・ボルマンとともに、ヒトラーとエヴァ・ブラウンの結婚の立会人となり、その後の二人の死を見届ける。4月30日、ヒトラーの政治的遺書の指名により首相に就任した。しかし、ゲッベルスはヒトラーの政治的遺書を受け、「総統は私にベルリンを去って、新しい政府に首班として参加するよう命じた。私は初めて、総統に従うことを断乎として拒否する」として、「無条件に死に至るまで彼の味方になる」ため、「無用な生を、総統の傍らで終える」ことを表明している。その資格において赤軍と条件付降伏交渉を行うが、ソ連側からは無条件降伏を求められ、決裂した。
1945年5月1日、6人の子供達とともに、ゲッベルス夫妻は無理心中し、養子ハラルトを除いた一家全員が死亡した。死の経緯については様々な説が伝えられているが、首相官邸の中庭で死亡したことは確実である。その後二人の遺体はヒトラー夫妻と同様にガソリンを用いて焼却されたが、火が消えても黒こげのままで焼け切らずに放置された。それ以降のゲッベルス一家の遺体の行方は長らく分からなかったが、冷戦終結によるグラスノスチによって、1970年にソ連によってヒトラー夫妻の遺体と共に掘り起こされて完全に火葬された上、エルベ川に散骨されたことが明らかとなった。

## 家庭生活

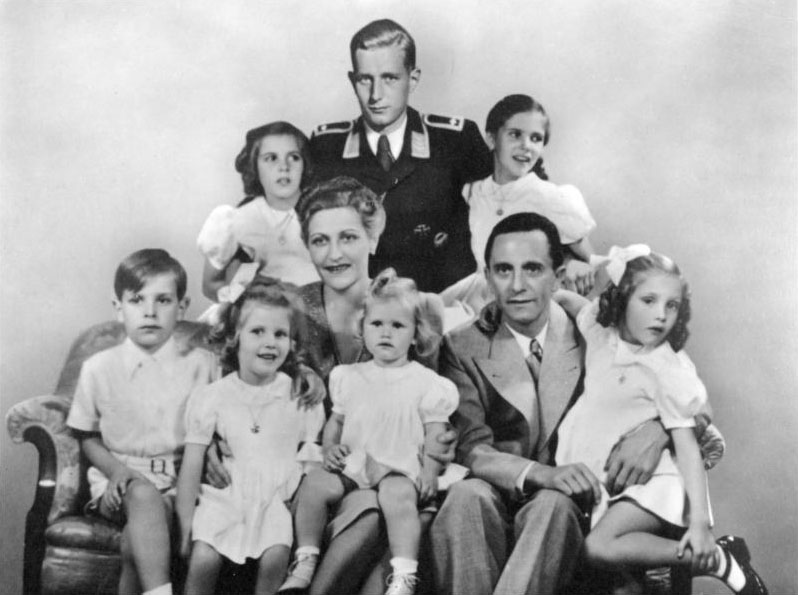
ゲッベルスと家族の写真。最後列真ん中にいるハラルトは軍務で撮影に同席できなかったため、肖像写真が後から合成された。

1931年12月19日、ゲッベルスはマクダ・クヴァントと結婚する。マクダの前夫は実業家のギュンター・クヴァントで、一男ハラルトがあった。そのハラルトも養子としてゲッベルス家に迎えられたが、ゲッベルスはハラルトにも分け隔てなく愛情を注いでいたという。これによりナチ党幹部との血縁関係を得たギュンターは、強制収容所から徴収した労働者を自身の工場で酷使するなどして巨万の富を築いた。クヴァント家は現在も、BMWやファルタなどを所有するドイツで最も富裕な一族となっている。ハラルトは1940年にドイツ空軍の降下猟兵に志願入隊して各地を転戦し、最終的に中尉にまで昇進したが、1944年にイタリアで重傷を負ってイギリス軍の捕虜となり、ゲッベルスの家庭で唯一戦後まで生き残った。ハラルトは戦後に機械工学を修め、1954年に実父ギュンターの死によって財産を受け継ぎ、ファルタなどの大企業を経営する御曹司となったが、1967年にイタリアで自家用機が墜落事故を起こし死亡した。45歳没。
ゲッベルスと妻マクダは生涯で6人の子供をもうけた。上から長女ヘルガ（1932年生）、二女ヒルデ（1934年生）、長男ヘルムート（1935年生）、三女ホルデ（1937年生）、四女ヘッダ（1938年生）、五女ハイデ（1940年生）である。一見模範的なドイツ家庭を作り上げてそれを宣伝した。

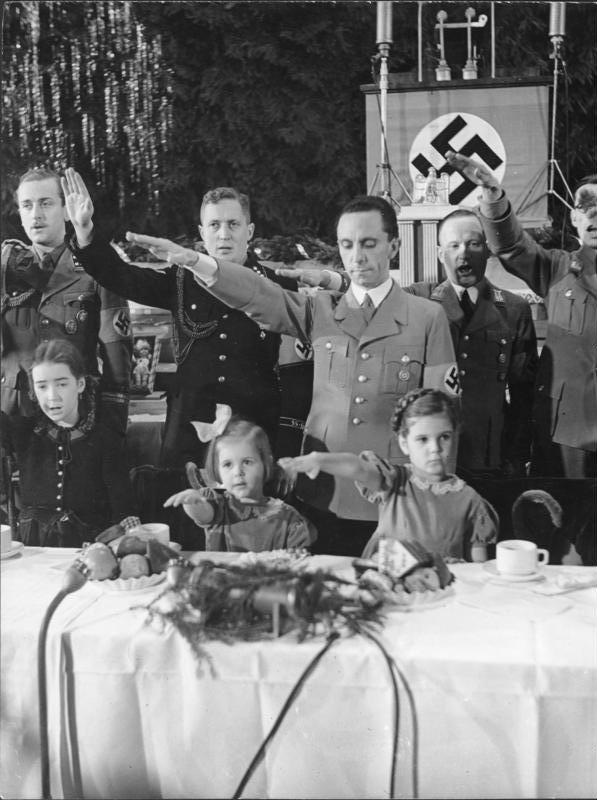
1937年、ナチ式敬礼をするゲッベルスと娘のヘルガとヒルデ

ゲッベルスの家庭はナチ党の高官たちが集う憩いの場でもあったが、宣伝では模範的だった家庭も、実際にはゲッベルスの奔放な女性関係によりしばしば危機に瀕した。ゲッベルスは、ナルシスト特有の自信と映画界での権力を背景に、多くの女優に関係を迫っていた。
特に、1938年のチェコの女優リダ・バーロヴァとの関係は、双方ともに本気の恋愛関係となり、マクダとの離婚とバーロヴァとの再婚を決意するまでに至った。ヒトラーはこれに激怒したが、ゲッベルスは「宣伝大臣を辞任して同盟国である駐日大使となり、バーロヴァとともにドイツを去りたい」とまで申し出た。しかし、ヒトラーはこれを許さず、ゲッベルスにはバーロヴァとの手切れを、マクダには結婚生活の継続を命じた。夫の女性関係に悩んでいた彼女はこれに感謝し、以後ヒトラーに絶大な信頼を寄せることとなる。
ベルリン郊外ヴァンドリッツのボーゲン湖湖畔にあったゲッベルスの邸宅は戦後ソ連軍に接収され、東ドイツが周囲に建物群を増築し、自由ドイツ青年団の教育施設となった。1990年に東ドイツが消滅すると、ベルリン市の管轄に移った。1999年に空き家となるとネオナチの聖地化するのを恐れ、建物を閉鎖して管理していたが、財政難により売却することになった。しかし、2013年時点で買い手はついていない。

## 人物

### 身体的特徴

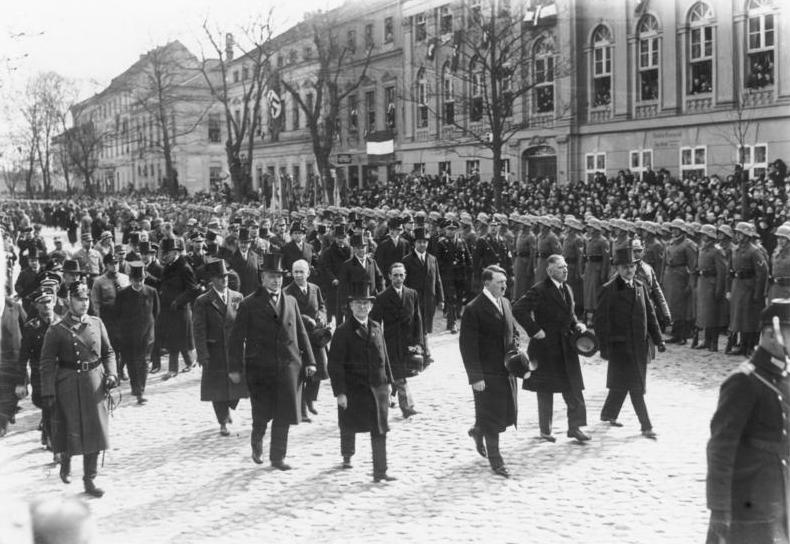
「ポツダムの日」におけるゲッベルス（ヒトラーの後ろ）。この時の記録映像から、足を引きずりながら歩く姿が確認できる。

身長は165cmだった。幼少時に患った小児麻痺により、左右で足の長さが異なる身体障害者となった。成人後も右足に調整済みの靴を履いていた。そのため、歩行時は片方をややひきずる状態で歩いた。この事は戦時下で流行った｢嘘は足を引きずって歩く（本来は「嘘の足は短い」で、「嘘はすぐばれる」を意味していた）」というジョークにもなった。

### ゲッベルスの宣伝思想と行動:「鋼鉄のロマン主義」

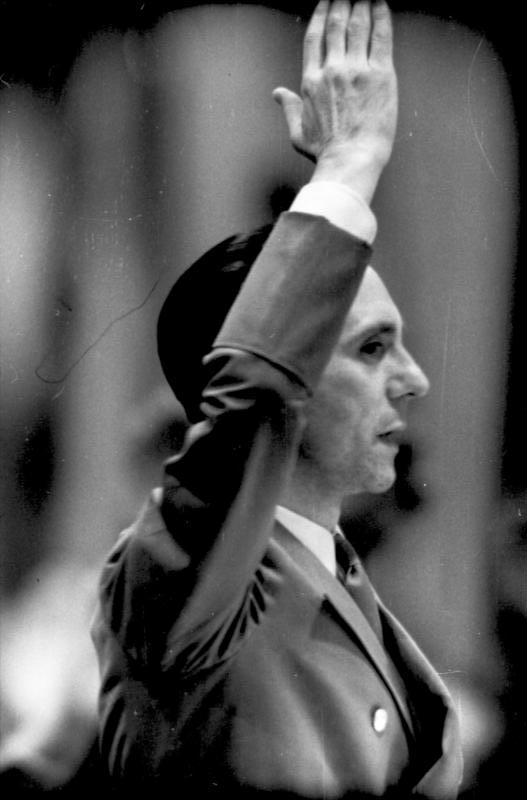
ポツダムで右手を振り上げて演説するゲッベルス（1942年）

ゲッベルスは「宣伝は精神的認識を伝える必要もなければ、おだやかだったり上品だったりする必要もない。成功に導くのがよい宣伝で、望んだ成功を外してしまうのが悪い宣伝である」、「重要なのは宣伝水準ではなく、それが目的を達することである」とし、その目的は「大衆の獲得」であり、「その目的に役立つなら、どんな手段でもよいのだ」と語っている。彼は「日々の経験から効果的な手法を学んだ」としているが、彼が述べる宣伝概念にはヒトラーの『我が闘争』からの踏襲が見られる。実際、彼には宣伝手法自体やその出自にこだわりはなく、「ボルシェヴィストからは宣伝の点で、大いに学ぶところがある」と評しただけでなく、宣伝大臣として最初に映画界に伝達したことは「右翼の『戦艦ポチョムキン』を作るように」ということであった。
ベルリンで宣伝活動を行っていた当時は、ベルリン市民を「群衆の集合」ととらえ、彼らの思考に合わせた奇抜で独創的な宣伝を多く行った。図案家のハンス・ヘルベルト・シュヴァイツァー（筆名：ミエルニル）は、この時期に効果的なプロパガンダプラカードを作成し、ゲッベルスから「神の恩寵」と賞賛されている。
宣伝大臣となって最初の重大任務が国会の開会式であり、彼は荘重な演出を行ってヒンデンブルク大統領ら保守派をも感動させた（ポツダムの日）。さらに5月1日の「国民労働の日」祭典や、非ドイツ的な図書の焚書、ベルリンオリンピックなどでは荘厳な演出をおこなったが、映画『意志の勝利』で有名な1934年のニュルンベルク党大会にはあまり関心はなく、日記にも特に記録していない。彼が専門領域と考えていたのは「映画」であり、シナリオや俳優の起用などに深く介入した。なお、「もちろん普通の国民は戦争を望まない」に始まる、戦争遂行のためのプロパガンダ手法を端的に表した名言は、ゲッベルスではなく国家元帥ヘルマン・ゲーリングの発言である。
1933年、ゲッベルスはドイツが第一次世界大戦に敗北したのは、物質的な欠陥からではなく、ドイツの精神的武器が火を吹かなかったからであるとし、ラジオによるドイツ国民の精神的動員の活用を説いた。ゲッベルスは、近代技術は人々から魂を奪うが、ナチズムは技術を拒絶せず自覚的に肯定し、内面的に魂で満たし、ドイツ民族に奉仕するとし、近代の問題に英雄的に立ち向かう「鋼鉄のロマン主義」によってドイツを活気づけるとした。

### リーフェンシュタールとの関係
ヒトラーのお気に入りの映画監督レニ・リーフェンシュタールとゲッベルスの最初の接点は、彼女の出演作『死の銀嶺』を1929年12月1日、当時の恋人エリカと観た時だった。この時ゲッベルスは日記に「とても美しい」、「すばらしい娘！」と賞賛の言葉を残している。
リーフェンシュタールが1933年にヒトラーの指名によりナチ党大会映画を撮ることになった（『信念の勝利』）。彼女は、当初ゲッベルスを「話の判る知性溢れる人」と好感を抱いていたが、リーフェンシュタールが芸術性を第一に考えて製作したプロパガンダ映画作品のほとんどはまさに前述のゲッベルスのポリシーに反するものばかりで、やがては国内映画制作の指導指揮権一部競合を巡る両者の根深い対立へと繋がっていく。
リーフェンシュタールは戦後に書かれた回顧録において、1934年のニュルンベルク党大会の撮影を行っていた彼女とスタッフをゲッベルスのスタッフが妨害したという記述を残している。しかし実際そのような行為が行われたという記録は彼女の回顧録以外に存在しない。また完成した映画『意志の勝利』を見たゲッベルスは「国家政治的・芸術的に特に価値あり」と認め、「国民の映画賞」をこの映画に授けて顕彰した。
またリーフェンシュタールは回顧録において、ベルリンオリンピックの時にもゲッベルスが「なし得る限りの妨害」をし、ヒトラーがオリンピック映画の管轄を宣伝省から直轄の部署に移動させたと記述しているが、実際にはそのような措置はとられていない。

### 映画愛好家
ゲッベルスは1920年代から映画館に通っていた映画愛好家だった。映画批評家としての彼は必ずしも国家社会主義イデオロギーの色眼鏡で映画批評を行わなかった。特にナチ党が政権を掌握する前の頃には党の敵が作った作品でも良い物は良いと評価することが多かった。例えば彼は『ニーベルンゲン』と『戦艦ポチョムキン』のファンだったが、その監督であるラングとエイゼンシュテインはどちらもユダヤ人だった。また『戦艦ポチョムキン』はソ連の共産主義プロパガンダ映画だが、それもゲッベルスにとっては同映画への評価を下げる材料とはならなかった。宣伝大臣となった後、ゲッベルスは国家社会主義版『戦艦ポチョムキン』を作ることを公然と要求して人々を驚かせた。
さらにドイツ映画より、イギリスとフランスの映画を好み、英仏と開戦した後にすらこっそりと自分専用の映写室で英仏の映画を見ていた。一方アメリカ映画への評価は低く、ハリウッド映画は「教育上宜しくない」と結論している。ゲッベルスはハリウッドの極端に戯画化する傾向を嫌った。ハリウッドの反ナチ映画『私はナチのスパイだった』を見た時、ゲッベルスは日ごろから自分が高尚な趣味になるよう気を使っている宣伝省や執務室の飾りつけが、映画の中ではナチ党のハーケンクロイツだらけの趣味の悪い建物に戯画化されていたことについてアメリカの通信員に苦言を呈した。

## 評価
- 青年時代のアルベルト・シュペーアは、ヒトラーの演説には引き込まれたのに対して、聴衆を逆上させるゲッベルスの演説手法には違和感を覚えたという。
- 1937年から1939年まで駐独イギリス大使だったネヴィル・ヘンダーソン（英語版）は「この男のドクトルは頭脳明晰という点では、おそらくナチの領袖中、随一であった。決してやかましくまくしたてるようなことはなかったが、その言葉は常に急所を衝いていた。議論が巧みで、私的な会話では驚くほど公平で理性的だった。」と評している[244]。
- アンドレ・フランソワ＝ポンセは「政府の要職についた危険極まるヒトラー信者の一人で、その中でもおそらくもっとも教養のある男と思われる。際立った演説と文章の才能の持ち主で、耳に快い言葉を書き、また話す。この点でヒトラーを遥かに凌ぎ、スタイルというものにほとんどセンスのないドイツにおいて、めったにお目にかかれない人物だと言える。想像力はロマンチックな性質のもので、壮大なヴィジョンと素晴らしいスペクタクルを愛する。巧妙な弁証家で、ねじまげた事実を正真正銘のことと思わせたり、事件を自分の都合のいい光に当てて見せる技術において右に出る者はいない。複雑多岐な問題を明快だか、決して陳腐でないスローガンにして単純な民衆に提供し、記憶に残る適切な比喩を用いる才能を彼ほど持っている者はいない」と評している[244]。

## 記録・著作
ゲッベルスは多くの記録を残しているが、日記を刊行したという体裁の『カイザーホーフから首相官邸へ』（戦前の邦訳では『勝利の日記』）も、実際の日記とは異なるいくつかの修正が加えられている。たとえば公刊本ではヒトラーを終始「Führer」と称しているが、実際の日記では1934年まで「Chef」と呼んでいる。

## その他
- 1943年にはボルマン・ラマース・カイテルらの三人委員会（ゲッベルスは聖三王というあだ名をつけた）に対抗するため、軍需相となっていたシュペーアやライ、フンクらと共同戦線を結成しているが、1年後には喧嘩別れとなった。ハインリヒ・ヒムラーとは概して疎遠であったが、共同戦線崩壊後には接近を試みている[249]。
- 現在のCMでも用いられている、『メッセージ開始後3秒間にジングル音などで人の気をひきつけ、その後本題を流す』という技法はゲッベルスが開発した。

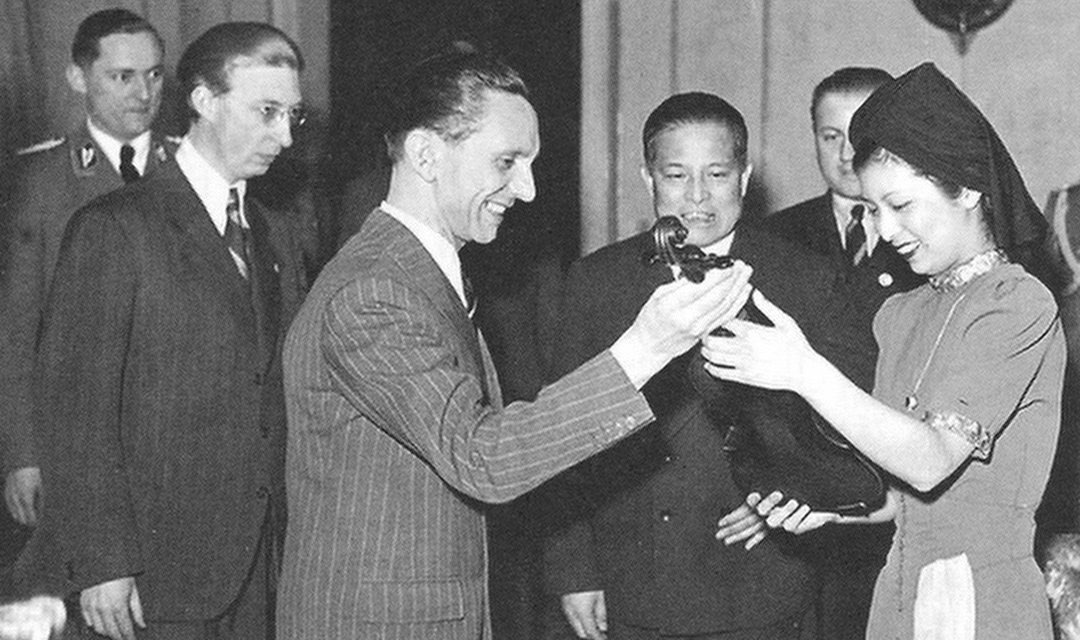
諏訪根自子にストラディバリウスを贈るゲッベルス

- 日本でバイオリンの天才少女として話題になり、その後渡欧して第二次世界大戦中にも欧州で活動していた諏訪根自子に名器ストラディバリウスを贈った[250]。

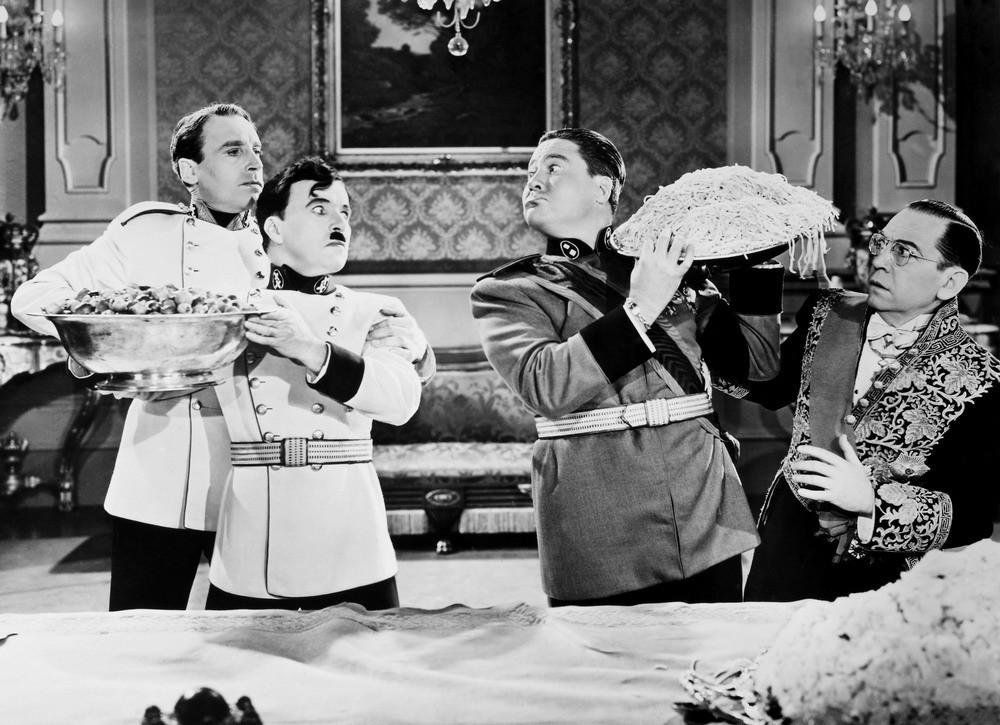
映画『独裁者』。左端がゲッベルスのパロディであるガービッチ（役：ヘンリー・ダニエル）

- チャップリンの映画『独裁者』でトメニアの独裁者ヒンケル（役：チャップリン）を補佐するガービッチ内務大臣（役：ヘンリー・ダニエル）は、ゲッベルスのパロディである。映画でのガービッチ（通常は「内務大臣」とされているが、映画の最後の場面で「内務大臣兼宣伝大臣」と紹介される）は、喜劇的に誇張された他の登場人物とは違い、冷徹で頭脳明晰な上に狂信的な反ユダヤ主義者・反民主主義者という、ヒンケル以上に怖ろしい人物として描かれている。
- TVアニメ「あひるのクワック」には独裁者ドルフに仕える宣伝大臣ゲッペが登場する。日本で児童向けのアニメにゲッベルスをモデルとした登場人物がいることは大変珍しい例である。
- ゲッベルスは、後世の映画の中に自分が登場することを夢見ていた。痩身の短躯で神経質で屈折したパーソナリティの彼のイメージは病的なナチスの世界を描くのに欠かせない役者であった。
  - オリヴァー・ヒルシュビーゲル監督の映画『ヒトラー 〜最期の12日間〜』（2004年、ドイツ・オーストリア・イタリア共同）では、ドイツの性格俳優ウルリッヒ・マテスがゲッベルスを演じる。なお、ゲッベルス夫人マクダを演じたのはコリンナ・ハルフォーフ。
  - ダニー・レヴィ（ドイツ語版）監督の映画『わが教え子、ヒトラー』（2007年、ドイツ）では、ドイツの舞台俳優シルヴェスター・グロートがゲッベルスを演じる。
  - ヨアヒム・A・ラング（ドイツ語版）監督の映画『ゲッベルス ヒトラーをプロデュースした男（ドイツ語版）』（2024年、ドイツ）では、オーストリア出身の俳優ロバート・スタッドローバーがゲッベルスを演じる[251]。
  - その他、『ベルリン陥落』（ミハイル・チアウレリ監督、1949年、ソ連）、『アドルフ・ヒトラー/最後の10日間』（エンニオ・デ・コンチーニ監督、1973年、イギリス・イタリア）、『美しき虜』（フェルナンド・トルエバ監督、1998年、スペイン）、『オペレーション・ワルキューレ』（ヨ・バイアー監督、2004年、ドイツ）、『ワルキューレ』（ブライアン・シンガー監督、2008年、アメリカ）、『イングロリアス・バスターズ』（クエンティン・タランティーノ監督、2009年、アメリカ）、『栄光のランナー/1936ベルリン』（スティーヴン・ホプキンス監督、2016年、アメリカ・ドイツ・カナダ）などの作品にゲッベルスの姿が登場する。
- 2016年には、ゲッベルスの晩年に秘書・速記者として仕えたブルンヒルデ・ポムゼル（ドイツ語版）[7]（1911年 - 2017年[252]）へのインタビューが、ドキュメンタリー映画『ゲッベルスと私』（原題"A German Life"）として公開された。ポムゼルはゲッベルスについて「とても近寄りがたい張り詰めた空気を持った方」「礼儀正しく几帳面な上司でしたが、本当は孤独だったに違いありません」「秘書だったことは、恥とは思いません。でも誇りに思っていないことも事実です」 と述べた[7]。またホロコーストについては、「私たちは何も知らなかった」「私はあまりに臆病だったから、ナチスに抵抗することはできなかった」と答えている[253]。

## 栄典

### 勲章
- 1929年党大会記念章（英語版）(1929年)
- 1931年ブラウンシュヴァイクSA大会記念章（英語版）(1931年)
- 黄金党員名誉章（1933年12月1日）
- 1936年10月29日、黄金ベルリン大管区名誉章 (Goldenes Gauehrenzeichen des Gaues Berlin der NSDAP)
- 党勤続章（ドイツ語版）（1940年代）
  -  勤続10年銅章
  -  勤続15年銀章